# Saint-Cloud
Pour les articles homonymes, voir Saint-Cloud (homonymie).
Saint-Cloud ([sɛ̃klu] ) est une commune française située dans le département des Hauts-de-Seine, en région Île-de-France. C'est une ville résidentielle aisée de la banlieue parisienne. Elle est principalement connue pour le parc de Saint-Cloud qu'elle abrite.

## Géographie

### Localisation

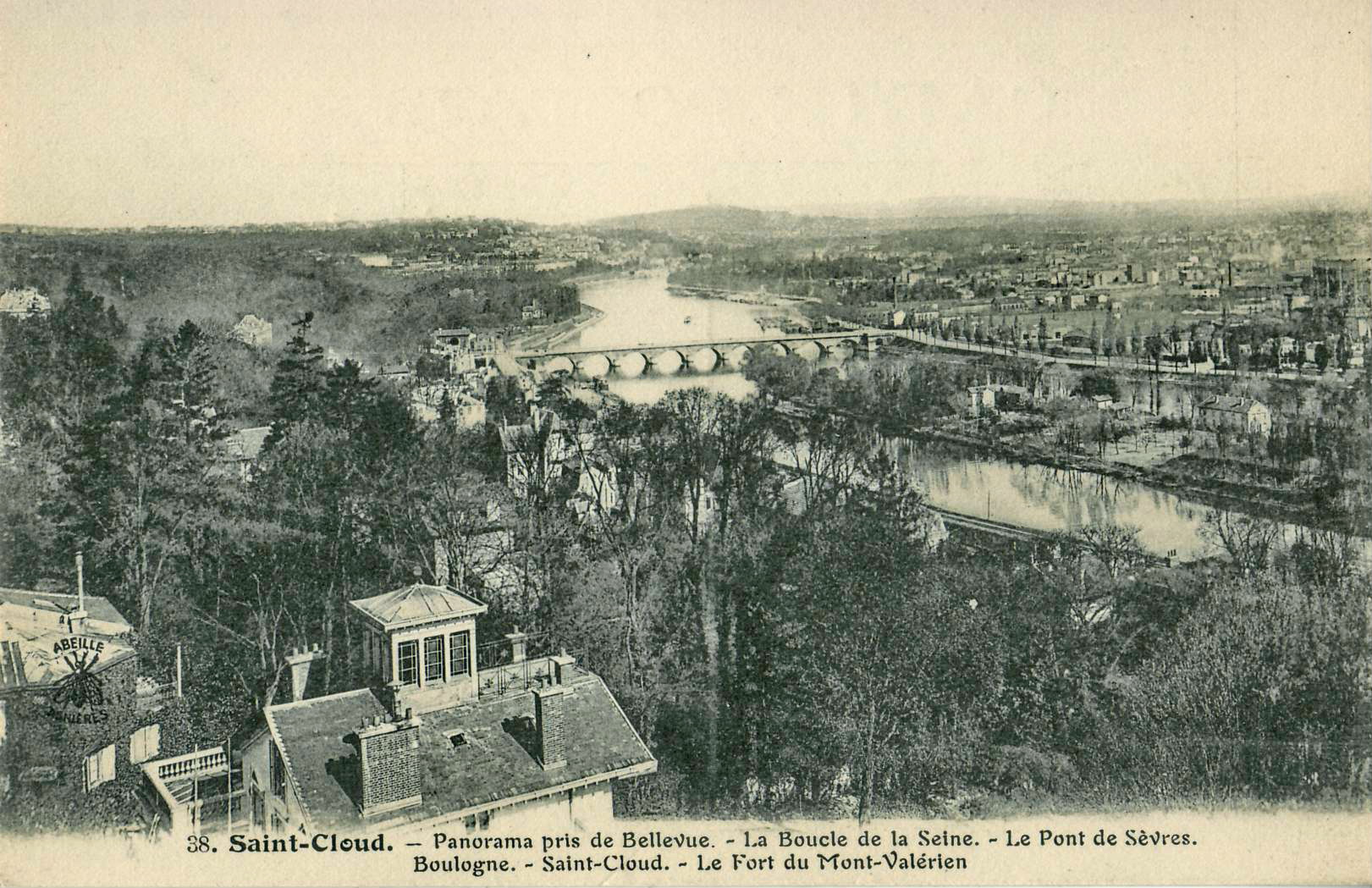
Au début du XXe siècle, vue depuis Bellevue (Meudon) vers la boucle de la Seine.

Saint-Cloud est une commune située à vol d'oiseau à 9,9 kilomètres à l'ouest de la cathédrale Notre-Dame de Paris. Elle s'étend sur les pentes qui dominent la rive gauche de la Seine en face du bois de Boulogne. La ville est située à trois kilomètres de la porte de Saint-Cloud et de la porte d'Auteuil (16e arrondissement de Paris). La commune est bordée au nord par Suresnes, à l'ouest par Rueil-Malmaison, Garches et Marnes-la-Coquette et au sud par Sèvres et Ville-d'Avray. Sa limite orientale est matérialisée par la Seine, qui la sépare des communes de Boulogne-Billancourt et de Paris (bois de Boulogne).
| - Carte de la commune de Saint-Cloud dans son environnement géographique. - Vue de la commune de Saint-Cloud en rouge sur la carte de Paris et de la Petite Couronne. |

### Géologie et relief

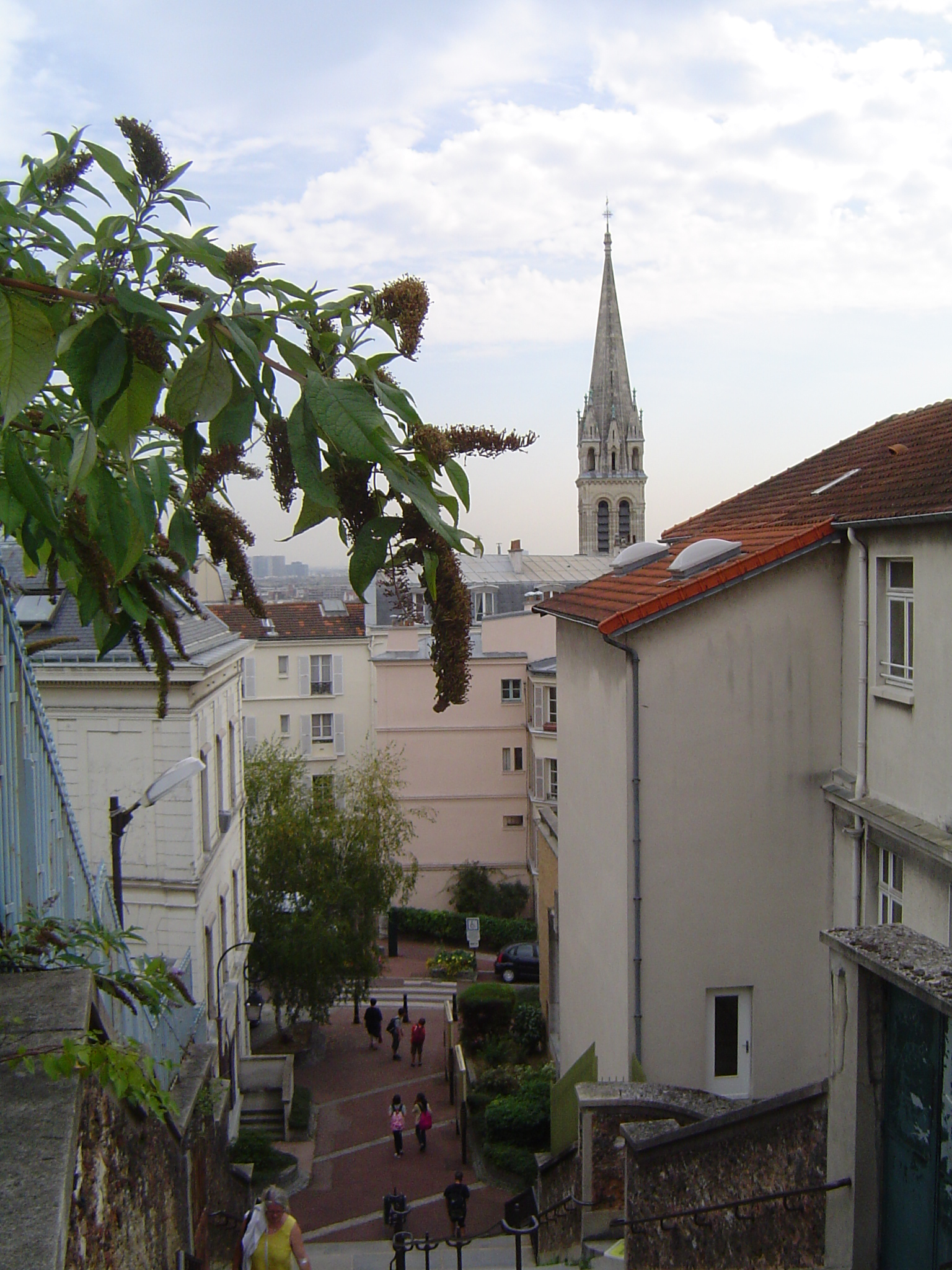
Escalier en centre-ville.

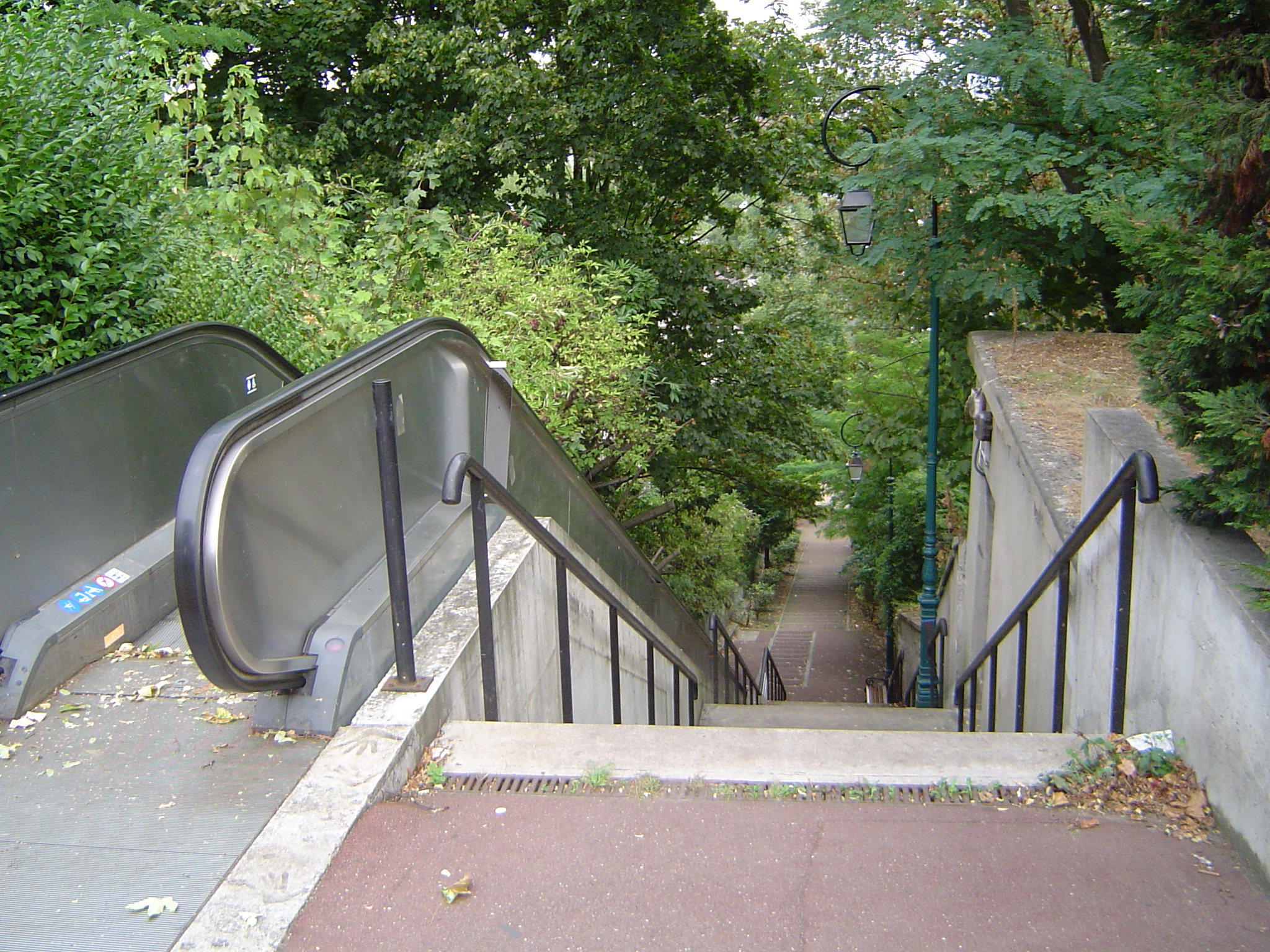
Escalier et escalator se rencontrent souvent en ville.

La superficie de la commune est de 756 hectares ; l'altitude varie de 28 à 164 mètres.
Saint-Cloud est construite sur une colline. De nombreux escaliers, et même des escalators, parcourent la ville.

### Climat
Pour des articles plus généraux, voir Climat de l'Île-de-France et Climat des Hauts-de-Seine.
Le climat de la commune est de type climat océanique dégradé des plaines du Centre et du Nord, selon une étude du CNRS s'appuyant sur une série de données couvrant la période 1971-2000. En 2020, Météo-France publie une typologie des climats de la France métropolitaine dans laquelle la commune est exposée à un climat océanique altéré et est dans la région climatique Sud-ouest du bassin Parisien, caractérisée par une faible pluviométrie, notamment au printemps (120 à 150 mm) et un hiver froid (3,5 °C).
Pour la période 1971-2000 la température annuelle moyenne est de 11,8 °C, avec une amplitude thermique annuelle de 15,1 °C. Le cumul annuel moyen de précipitations est de 652 mm, avec 11 jours de précipitations en janvier et 7,9 jours en juillet. Pour la période 1991-2020 la température moyenne annuelle observée sur la station météorologique la plus proche, située sur la commune de Toussus-le-Noble à 13 km à vol d'oiseau, est de 11,5 °C et le cumul annuel moyen de précipitations est de 677,0 mm,. Pour l'avenir les paramètres climatiques de la commune estimés pour 2050 selon différents scénarios d'émission de gaz à effet de serre sont consultables sur un site dédié publié par Météo-France en novembre 2022.

### Voies de communication et transports

#### Voies routières
La commune de Saint-Cloud est connue des automobilistes pour être le point de départ de la première autoroute française : l'actuelle A13, qui permet de rejoindre la région Normandie (Rouen, Le Havre, Caen, Deauville) en traversant les Yvelines (Mantes-la-Jolie, Meulan-Les Mureaux, Poissy).
Les premières études furent lancées en 1927 pour créer l'autoroute de l'Ouest, qui devait relier la capitale à la Normandie. Retardé par le caractère historique du parc de Saint-Cloud, le projet fut déclaré d'utilité publique le 4 mai 1935 et s'accompagna de la reconstruction du pont de Saint-Cloud. Le tunnel de Saint-Cloud fut utilisé par les Allemands comme dépôt d'explosifs de presque 10 tonnes de munitions, en particulier de torpilles de la Kriegsmarine. La façade du tunnel d'origine (actuel sens Paris → province) a été entièrement refaite lors du percement du deuxième tube (actuellement province → Paris). Ce tunnel d'origine, à double sens, était équipé d'un système de feux rouges horizontaux pour les sens de circulation. Ces deux tubes ont des longueurs de 832 et 900 mètres. Jusqu'en 1974 l'A13 s'arrêtait au niveau du pont de Saint-Cloud. Depuis, elle est reliée au périphérique parisien par le viaduc de Saint-Cloud qui surplombe la Seine, et par un tunnel sous le nord de Boulogne-Billancourt.
À la suite de la catastrophe du tunnel du Mont-Blanc, des exercices sont réalisés dans les tunnels français afin de valider les procédures de secours, ce qui fut le cas le 16 avril 2003 dans le tunnel de Saint-Cloud.
La ville est également parcourue par les routes départementales suivantes :
- La D7, reliant le quai Franklin D. Roosevelt de Paris à Villeneuve-La Garenne, la portion traversant Saint-Cloud se situant de l'intersection du quai Marcel-Dassault et la rue Louis-Blériot (en limite de Suresnes), à la rue de Saint-Cloud, située en amont du musée de la Céramique de Sèvres et jouxtant également l'île Monsieur ;
- La D 39, reliant la gare RER de Rueil-Malmaison, près du pont de Chatou, au complexe hospitalier de Saint-Cloud. La portion traversant la commune commence à partir du carrefour de la Croix-du-Roy (à cheval avec Suresnes) ;
- La D 180 parcourt Saint-Cloud sur une courte distance, longeant le côte sud de l'hippodrome éponyme, en limite de Garches. Le tracé bascule ensuite sur Rueil-Malmaison ;
- La D 907 joint le pont de Saint-Cloud à l'intersection avec la D 173, située à Vaucresson. La section clodoaldienne se termine juste avant la gare SNCF de Garches - Marnes-La Coquette ;
- La D 985 maille le pont de Suresnes au carrefour de Fausses-Reposes, situé à Versailles, marquant la séparation entre les départements des Hauts-de-Seine et des Yvelines. Le segment traversant Saint-Cloud débute à l'intersection avec la D 39 et se termine à Ville-d'Avray, à l'extrémité sud du Domaine national.

#### Pistes cyclables
En 2013 Saint-Cloud est doté de quelques pistes cyclables :
L'une d'elles se situe tout le long de la rue Pasteur, sur une longueur d'un peu plus d'1 km, dans les deux sens, en partie droite de la chaussée. Elle prolonge ainsi la piste cyclable du boulevard du Général-de-Gaulle à Garches. Une extension sur le trottoir de l'avenue du Général-Leclerc permet de rejoindre l'entrée « Grille d'Orléans » du parc de Saint-Cloud, située rue du Commandant-Lareinty. Le projet du prolongement de cette dernière piste à destination de Ville-d'Avray, sur le trajet de la D 985, n'a toutefois pas été retenu dans le schéma d'aménagement communal. La vigilance s'impose sur le tronçon de la rue Pasteur en raison du stationnement des voitures à droite et des ouvertures de portières.
Une autre piste cyclable est constituée d'une emprise sur le trottoir de la rue de Suresnes et de la rue de la Porte-Jaune, approximativement entre la rue de Verdun et l'avenue du Maréchal-Foch. Bien que séparées de la chaussée, ces voies sont également à emprunter avec prudence : elles sont en principe à sens unique et des piétons s'y trouvent fréquemment, notamment avec des poussettes d'enfant.
Enfin, un tronçon situé sur le trottoir sud du pont de Saint-Cloud permet de relier, dans les deux sens, Boulogne à l'entrée du parc de Saint-Cloud et à la rue Dailly. Ces voies permettent aux vélos un passage nettement plus aisé. Leur tracé est toutefois complexe côté Saint-Cloud et coupe des voies de circulation importantes, même s'il est protégé par des feux de circulation. Attention, ceux-ci ne fonctionnent pas toujours bien et les voitures peuvent arriver assez vite à ces endroits.

#### Transports en commun

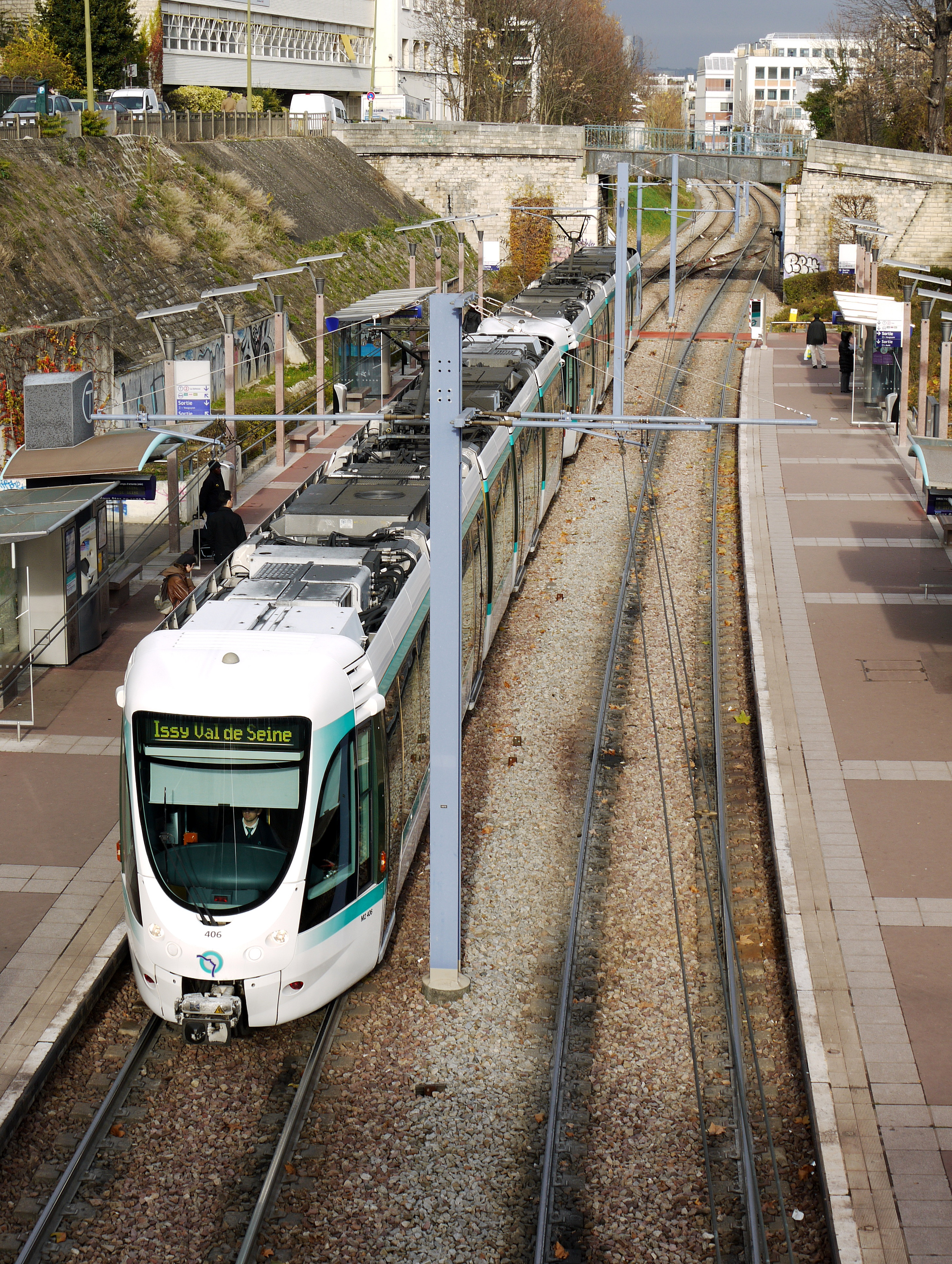
Une rame Citadis est à quai à la station Parc de Saint-Cloud sur la ligne 2 du tramway d'Île-de-France.

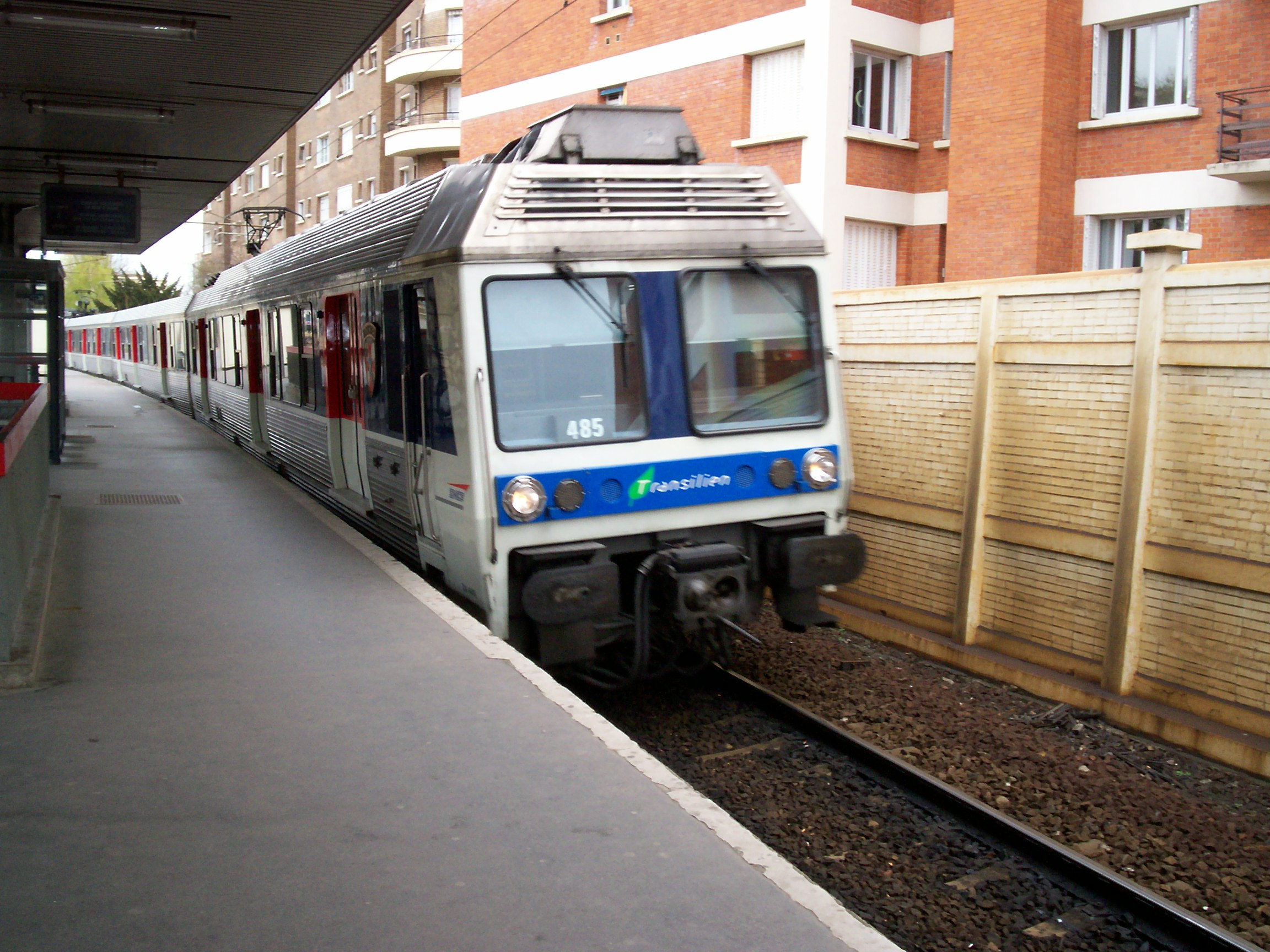
Une rame Z 6400 est à quai à la gare de Saint-Cloud sur la ligne L du Transilien.

Saint-Cloud est reliée en plusieurs points au réseau de transport de l'Île-de-France :
- par l'intermédiaire de quatre stations de la ligne 2 du tramway d'Île-de-France qui sont du nord au sud Les Coteaux, Les Milons, Parc de Saint-Cloud et Musée de Sèvres, station située à la limite des communes de Saint-Cloud et Sèvres ;
- par la station de métro Pont de Sèvres de la ligne 9 du métro de Paris, située à Boulogne-Billancourt et proche du parc de Saint-Cloud ;
- par la station de métro Boulogne - Pont de Saint-Cloud de la ligne 10 du métro de Paris, également située à Boulogne-Billancourt et proche du centre de Saint-Cloud ;
- par la gare du Val d'Or et la gare de Saint-Cloud situées sur les lignes L et U du Transilien ;
- grâce à une gare routière pour des lignes de bus RATP ;
- grâce à une double station de vélib' située devant la station Parc de Saint Cloud de la ligne 2 du tramway.

De nombreuses lignes de bus relient Saint-Cloud à Paris et aux communes limitrophes, via les réseaux de bus de l'Île-de-France :
- douze lignes du réseau de bus RATP : 52, 72, 126, 144, 160, 175, 244, 360, 459, 467, 471 et AS Suresnes ;
- par la ligne 40 du réseau de bus Argenteuil - Boucles de Seine ;
- par la ligne 6246 du Grand Versailles ;
- par la ligne 15 du réseau de bus Île-de-France Ouest ;
- par la ligne N53 du Noctilien.

La ville met à disposition gratuitement un minibus, le « Clodoald » qui effectue, au départ de la mairie, deux circuits à travers la ville.
Saint-Cloud sera située sur la ligne 15 du métro automatique Grand Paris Express, dont la mise en service est prévue fin 2031.

#### À pied
Le territoire de Saint-Cloud est traversé par le GR1 (chemin de grande randonnée), entre Paris à l'est et Marnes-la-Coquette à l'ouest.

## Urbanisme

### Typologie
Au 1er janvier 2024, Saint-Cloud est catégorisée grand centre urbain, selon la nouvelle grille communale de densité à sept niveaux définie par l'Insee en 2022.
Elle appartient à l'unité urbaine de Paris, une agglomération inter-départementale regroupant 407  communes, dont elle est une commune de la banlieue,,. Par ailleurs la commune fait partie de l'aire d'attraction de Paris, dont elle est une commune du pôle principal,. Cette aire regroupe 1 929 communes,.

### Occupation des sols
Le tableau ci-dessous présente l'occupation des sols de la commune en 2018, telle qu'elle ressort de la base de données européenne d’occupation biophysique des sols Corine Land Cover (CLC).
| Type d’occupation                  | Pourcentage | Superficie (en hectares) |
| ---------------------------------- | ----------- | ------------------------ |
| Tissu urbain discontinu            | 47,8 %      | 359                      |
| Espaces verts urbains              | 43,8 %      | 329                      |
| Équipements sportifs et de loisirs | 5,1 %       | 38                       |
| Cours et voies d'eau               | 3,3 %       | 25                       |
| Source : Corine Land Cover         |             |                          |

### Morphologie urbaine
L’Insee découpe la commune en douze îlots regroupés pour l'information statistique.

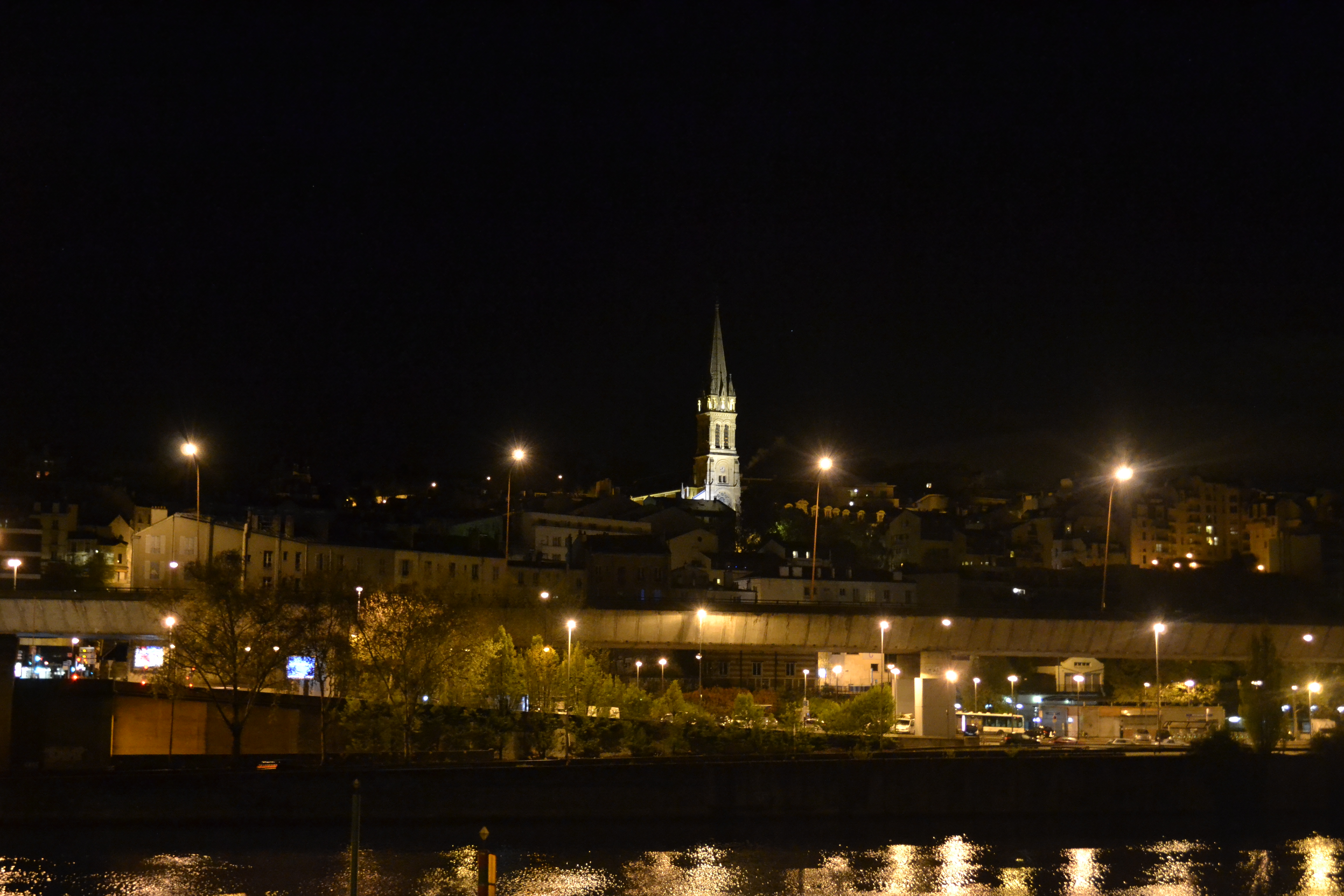
Saint-Cloud, la nuit, depuis le pont de Saint-Cloud.

La commune est divisée en cinq quartiers : Coteaux/Bords-de-Seine, Fouilleuse/Val d’Or, Montretout/Coutureau, Pasteur/Magenta, Centre.
Le 28 janvier 1871, deux jours après la signature de la convention d’armistice du Siège de Paris, un incendie dévaste la ville. La ville est alors rebâtie à la fin du XIXe siècle et prend un caractère de plus en plus résidentiel. Elle forme une agglomération serrée, dominée à mi-côte par la flèche de pierre de son église, et sillonnée par de petites rues si escarpées qu'il a fallu sur plusieurs points établir des escaliers. La municipalité développe peu à peu une culture tournée vers le tourisme et la fête. De nombreux artistes et écrivains choisissent de s’installer à Saint-Cloud. À la sortie de la Seconde Guerre mondiale, l’urbanisation de la ville s’accélère. Mais rapidement naît la volonté de stabiliser la population, notamment par une réglementation plus restrictive en matière de construction. L’accent est mis sur la conservation du cadre de vie.
| Type d'occupation           | Pourcentage | Superficie (en hectares) |
| --------------------------- | ----------- | ------------------------ |
| Espace urbain construit     | 43,76 %     | 328,95                   |
| Espace urbain non construit | 29,49 %     | 221,66                   |
| Espace rural                | 26,76 %     | 201,14                   |
| Source : Iaurif             |             |                          |

### Habitat
Saint-Cloud se place comme l'une des villes de banlieue les plus chères de France : le prix du m2 y est presque aussi élevé que dans les autres communes les plus « huppées » des Hauts-de-Seine. Début 2019 le prix moyen des appartements anciens s'élevait à 6 974 €/m2, en croissance de 1,1 % sur un an et 4,8 % sur 5 ans.
| Logements                                        | Nombre en 2015 | % en 2015 | nombre en 2010 | % en 2010 |
| Total                                            | 14190          | 100 %     | 14013          | 100 %     |
| ------------------------------------------------ | -------------- | --------- | -------------- | --------- |
| Résidences principales                           | 12.738         | 89,8 %    | 12.757         | 91,1 %    |
| * Dont HLM                                       | 1.905          | 15,0 %    | 1.431          | 11,2 %    |
| Résidences secondaires et logements occasionnels | 470            | 3,3 %     | 405            | 2,9 %     |
| Logements vacants                                | 982            | 6,9 %     | 850            | 6,1 %     |
| Dont :                                           |                |           |                |           |
| * maisons                                        | 2.064          | 14,5 %    | 2.167          | 15,5 %    |
| * appartements                                   | 11.449         | 80,7 %    | 11.659         | 83,2 %    |

La commune ne respecte pas ses obligations concernant le parc de logements sociaux prévu par l'article 55 de la Loi SRU et, en 2017-2019, a été déclarée en état de carence par le préfet, ce qui implique que les permis de construire sont délivrés par le préfet, qui exerce le droit de préemption urbain,.

### Projets d'aménagements
Depuis 2005 l'aménagement de la ZAC Bords de Seine représente un très gros projet qui vise l’aménagement de 1,1 hectare cédé à la ville par Dassault Aviation, terrain situé dans le quartier des Coteaux entre l’avenue de Longchamp au sud, l’avenue Bernard-Palissy à l’ouest, la rue Charles-Blum au nord et le quai Marcel-Dassault à l’est.

## Toponymie
Les mentions anciennes de la localité sont Niovicentovicum, Noviintovico sur une pièce de monnaie mérovingienne, Nogianis, Novientum villa en 692, Novigentum en 765. Puis Sanctus Clhodoaldus en 811, Saint Floud 841, Sanctus Clodoaldus en 1222, Sanctus Cloaldus, Saint Clout Juxta Parisius en 1332, Saint Clout.
En 1792, la commune fut nommée La Montagne-Chérie et de Pont-la-Montagne,.
L'étymologie de Novigentum indique un mot gaulois composé de Noviio "nouveau" + suff. -entum,. Le toponyme peut se traduire par "le Nouvel habitat".

## Histoire

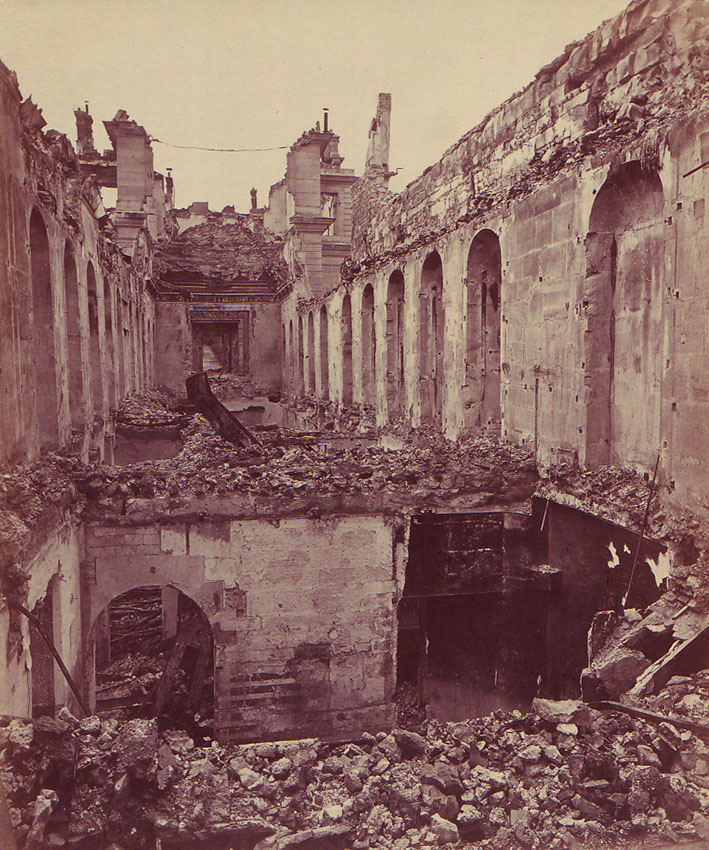
Ruines du château de Saint-Cloud après la guerre de 1870.

### Les origines
Le lieu était occupé à l'époque gallo-romaine par des locuteurs gaulois depuis peu comme l'atteste le mot Noviocentum, « Nouvel habitat ».
Au VIe siècle, l'ermite Clodoald, petit-fils de Clovis et fils de Clodomir Ier, roi d'Orléans, s'éloigna des querelles de pouvoir menées par ses oncles, en s’installant à Novigentum, sur les bords de Seine, un hameau alors peuplé de bûcherons et de pêcheurs. Il y fonda un ermitage où il mourut en 560. Disciple de l'ermite Séverin de Paris, il y fait construire un monastère, dont il reste encore un mur (place du Moustier). Ce Moutier était dédié à saint Martin de Tours. Après sa mort en 560, des miracles furent rapportés autour de son tombeau et il est canonisé au cours du VIIe siècle. Le village prend alors le nom de Sanctus Clodoaldus qui donna Saint-Floud, puis Saint-Cloot et enfin Saint-Cloud. Le saint a légué aux évêques de Paris ses droits seigneuriaux : ceux-ci seront jusqu'en 1839, ducs de Saint-Cloud et pairs de France.
Une abbaye se développa en ce lieu. Le premier abbé de Saint-Cloud connu est Johannes abbas de sancto Flodoaldo (Jean, abbé de Saint-Cloud) en 765, il signe en troisième position, juste après l'abbé de Saint-Denis et celui de Saint-Germain-des-Prés. L'église de Saint-Cloud devint collégiale avec neuf chanoines par la bulle du pape Alexandre III en l'an 1165.
Les rassemblements à l’occasion des pèlerinages vers la ville du saint sont à l’origine de l’actuelle fête de Saint-Cloud, l'une des plus anciennes fêtes foraines de France. En effet, cette fête n'est que la suite des divertissements profanes qui accompagnaient, dès le Moyen Âge, les solennités religieuses de la fête patronale, célébrée à la date anniversaire de la mort de Clodoald, le 7 septembre 560.

### Le Moyen Âge
Saint-Cloud connut les invasions normandes de 845, 856-857, 861 et 885 qui venaient pour piller Paris.
Pendant la guerre de Cent Ans, lors de la chevauchée d'Édouard III, le 6 août 1346 le village est brûlé par les troupes anglaises.
En 1358 les Anglais prennent le village, le brûlent et massacrent les habitants.
Saint-Cloud fut incendiée en 1411 lors des combats entre Armagnacs et Bourguignons.
En 1433 les habitants furent écrasés de réquisitions.
En 1556, Henri II fit construire le pont de pierre de Saint-Cloud, et Henri III autorisa les habitants de s'entourer de murailles et de fossés. La seigneurie appartenait à l'évêque de Paris. Dans la plus belle maison de Saint-Cloud, vendue à Catherine de Médicis, qui la donna à Jérôme de Gondi en 1577.

### Les temps modernes
En 1589 Henri III, qui s’était installé dans le château de Saint-Cloud édifié par Jérôme de Gondi pour conduire le siège de Paris, tenu par les Ligueurs, y est assassiné par le moine Jacques Clément. Henri IV y est reconnu roi.
À proximité de Paris et sur la route de Versailles, le château de Saint-Cloud est acheté par Louis XIV et donné à son frère le duc Philippe d'Orléans. Il crée son parc à partir de 1658. En 1674 Louis XIV fait ériger en duché pairie pour les archevêques de Paris. En 1717 le tsar Pierre le Grand visite Saint-Cloud.
Louis XVI en fait l’acquisition en 1785 pour l’offrir à sa femme Marie-Antoinette. Puis le château comme le parc jouent un rôle important dans l’histoire de France tout au long du XIXe siècle.
Napoléon Bonaparte y réalise son coup d’État du 18 brumaire an VIII (9 novembre 1799) et en fait sa résidence favorite. Il emploie 3 141 000 francs à restaurer le château, où s'étalent les magnificences de la cour impériale de Napoléon Ier. Le mariage civil de Napoléon et de Marie-Louise y est célébré en 1810.

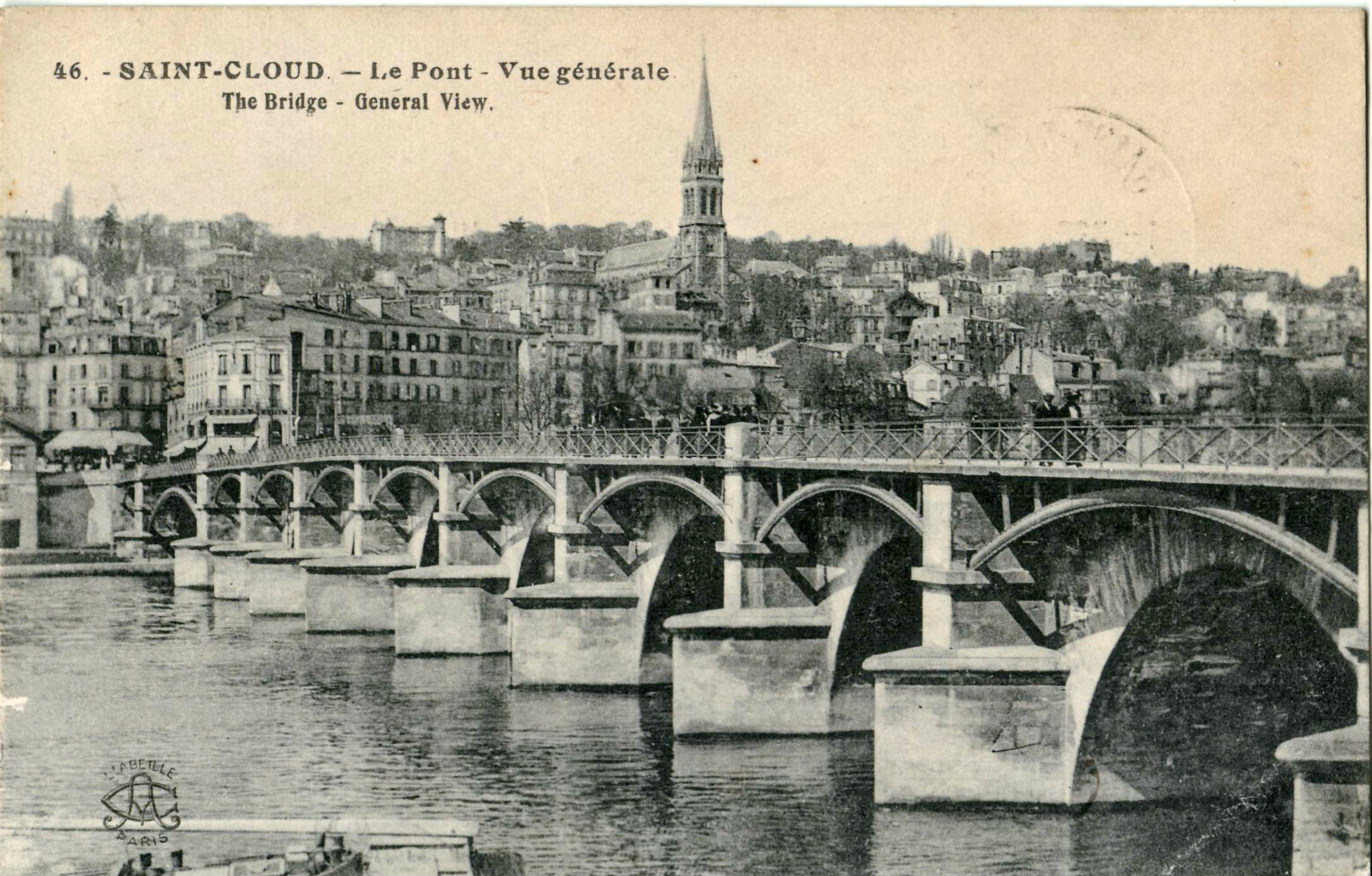
Le pont de Saint-Cloud, dans sa version ordonnée par Napoléon en 1808.

En 1814 Saint-Cloud est occupé par le général russe comte de Langeron, qui respectera le château et les habitants.
En 1815, à la fin de l'épopée napoléonienne, le maréchal prussien Gebhard Leberecht von Blücher s'installe au château. Ivre de vengeance, il lacère les soieries et les tentures, dévaste la chambre et la bibliothèque.
Dès 1817 le palais devient résidence royale, et la montagne de Montretout fut convertie par la suite en un jardin réservé au duc de Bordeaux.
Louis XVIII y commença des casernes et des bâtiments achevés par Charles X qui, le 30 juillet 1830, quitta le château pour toujours.
Charles X signe à Saint-Cloud les ordonnances de juillet 1830 qui abolissent la Charte et provoquent sa chute. C'est de là qu'il part pour l'exil. Napoléon III y fut proclamé empereur le 1er décembre 1852.
En 1855 le peintre romantique Paul Huet peint L'Inondation de Saint-Cloud, tableau salué avec enthousiasme par Delacroix : « Votre Grande inondation est un chef-d'œuvre, elle pulvérise la recherche des petits effets à la mode ! », lui écrit-il le 21 avril et il lui obtient une médaille supplémentaire à l'exposition universelle de Paris.
Le 31 mai 1868 c’est à Saint-Cloud qu’eut lieu la première course cycliste en France.

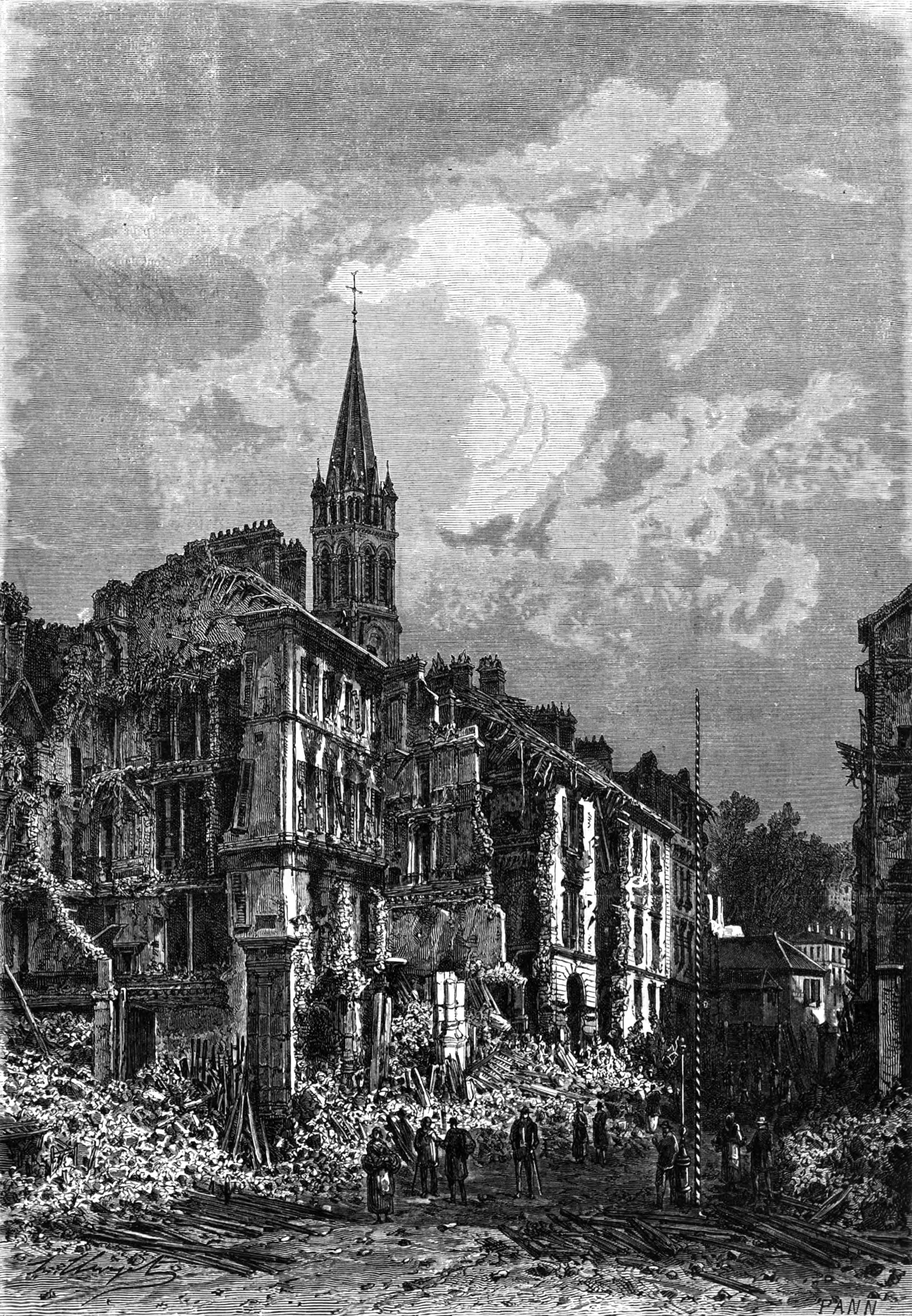
Les ruines de Saint-Cloud (1870).

Le 15 juillet 1870 commence la guerre franco-allemande de 1870, déclarée à la Prusse dans un conseil tenu au château. Après la défaite française, le 13 octobre 1870, le château, jusque là occupé par les Prussiens durant le siège de Paris fut incendié, selon la version allemande par un obus tiré par les Français depuis la forteresse du Mont-Valérien. Les Prussiens, qui n'avaient aucun intérêt à défendre un édifice français détruit par les Français eux-mêmes, ne firent rien pour empêcher l'incendie et laissèrent le château brûler. Cependant, les Français affirmèrent avoir retrouvé dans les ruines plusieurs traces de pétrole. Il s'agirait cependant d'une légende, la responsabilité de l'incendie étant vraisemblablement française. Fort heureusement, l'impératrice-régente Eugénie avait ordonné le déménagement des œuvres d'art les plus précieuses vers le garde-meubles.

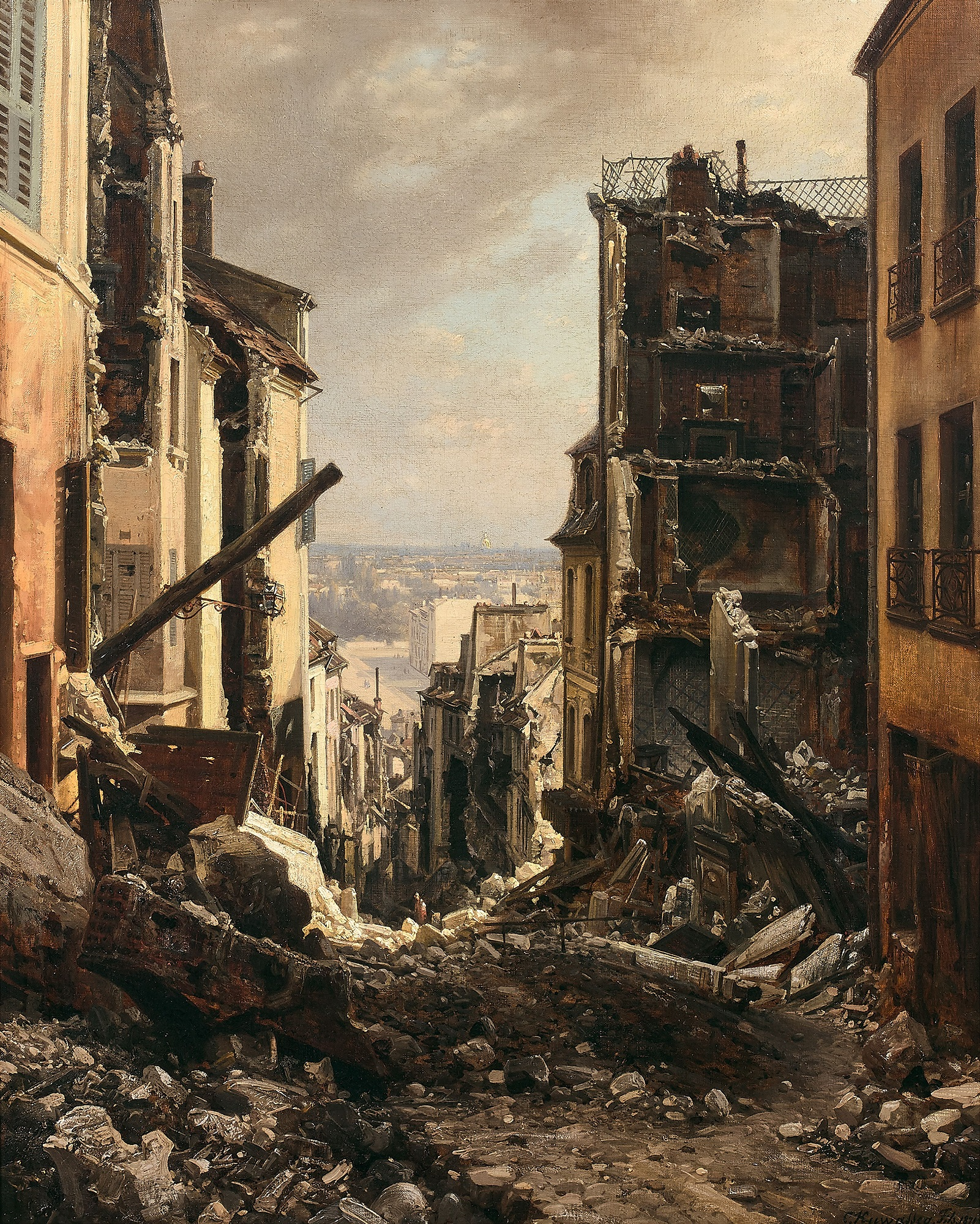
Charles Euphrasie Kuwasseg, La rue Royale à Saint-Cloud après l’incendie, 1871.

Quoi qu'il en soit, la ville sort presque totalement détruite de la guerre, seules 21 maisons restant debout. Il fallut alors la reconstruire.

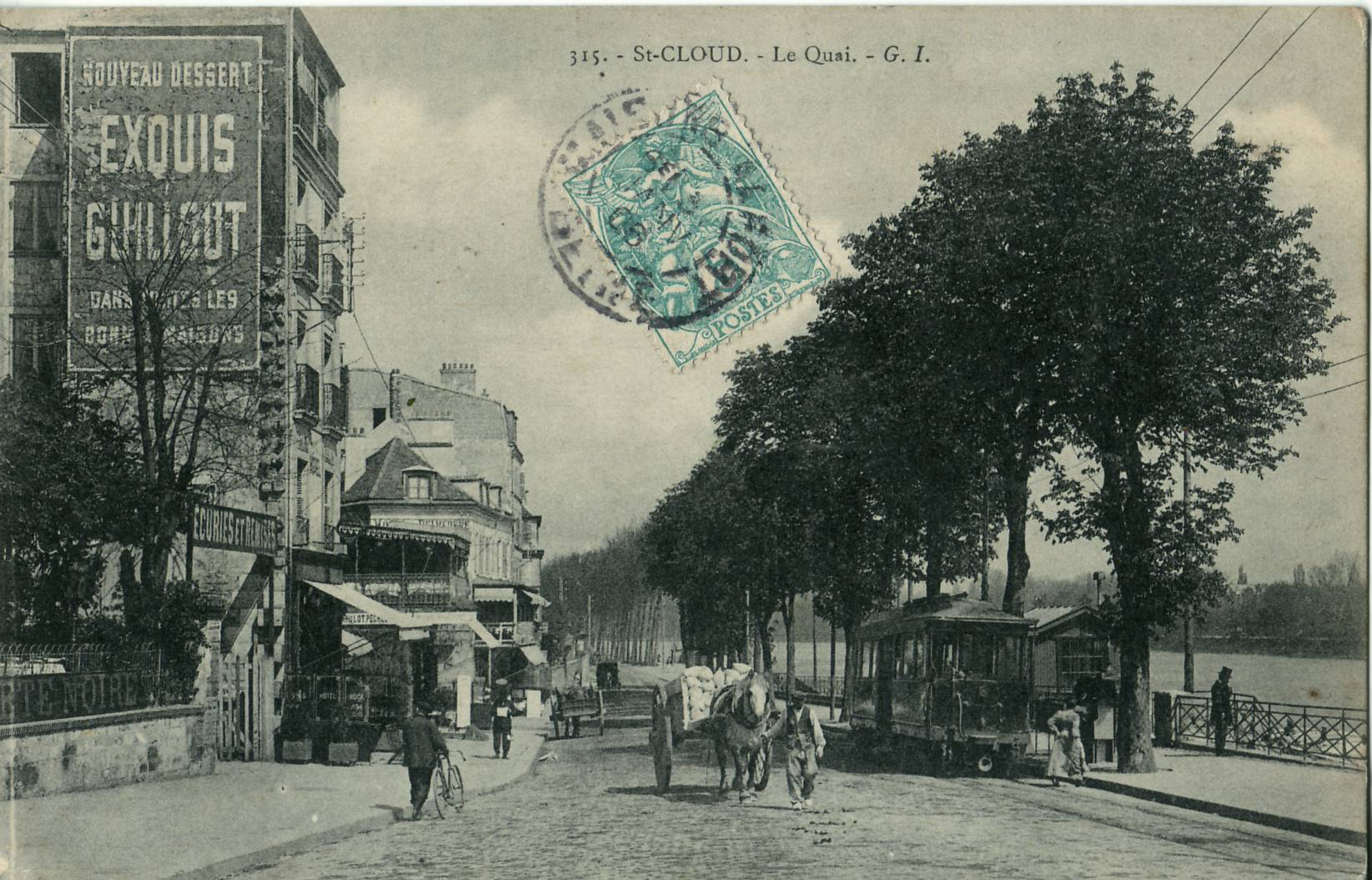
Dès 1901, les Tramways mécaniques des environs de Paris faisaient circuler une ligne de tramway sur les quais de Seine, du pont de Saint-Cloud à Pierrefitte-sur-Seine.

Au début du XXe siècle le tout récent quartier des Coteaux passe à la postérité grâce aux exploits retentissants des aérostiers de l’Aéro-Club de France, parmi lesquels Alberto Santos-Dumont.
De 1882 à 1987 la commune hébergeait une des deux écoles normales supérieures, devenue aujourd'hui l'École normale supérieure de Fontenay-Saint-Cloud (ENS LSH, installée à Lyon).

### LeXXesiècle
Plusieurs aménagements contemporains dégradent radicalement la physionomie de la ville, faisant disparaître petits commerces, guinguettes et restaurants, notamment autour de la place Georges-Clemenceau, porte d'entrée de Saint-Cloud depuis Paris. En 1974 un viaduc automobile est achevé, longeant le centre-ville pour permettre de rejoindre le tunnel de Saint-Cloud, lequel voit passer en 2008 100 000 voitures par jour. En 1971 Francis Chaveton perd la mairie, notamment à cause du mécontentement de la population face à la construction des bureaux de la Colline, dessinés par l'architecte Noël Le Maresquier, des immeubles aux façades en verre fumé qui accueillent 132 entreprises sur 162 562 m2. Le nouvel édile, Jean-Pierre Fourcade, entame une rénovation du centre-ville, 570 des 700 logements y étant alors considérés comme vétustes.
En 1967, après sa reconnaissance par l'ONU, Interpol installe son quartier général à Saint-Cloud, 20 rue Armengaud ; cette organisation internationale déménage en 1989 à Lyon dans le quartier de la Cité internationale.
En 1995 l'entreprise Dassault libère un espace de 1,1 ha, la ZAC Rives-de-Seine, qui est ensuite aménagée pour accueillir 4 500 m2 de bureaux, une centaine de logements et des équipements publics.

### LeXXIesiècle
De septembre 2022 à juin 2023, à l'occasion des 1500 ans de la naissance (vers 522) de saint Cloud, petit-fils de Clovis, a eu lieu une année jubilaire, organisée par la paroisse de Saint-Cloud. Le pape François a accordé à la paroisse l'érection d'une Porte Sainte dans l'église Saint-Clodoald pour la durée de l'année jubilaire, qui fut ouverte par Matthieu Rougé, évêque de Nanterre, le dimanche 11 septembre, dimanche le plus proche de la fête de Saint-Cloud, le 7 septembre. Les fidèles purent y obtenir l'indulgence plénière. Les 11 et 12 novembre 2022 eut lieu un pèlerinage paroissial à Tours, où Clodoald passa plusieurs années de son enfance après avoir échappé au glaive de ses oncles meurtriers.

## Politique et administration

### Rattachements administratifs et électoraux

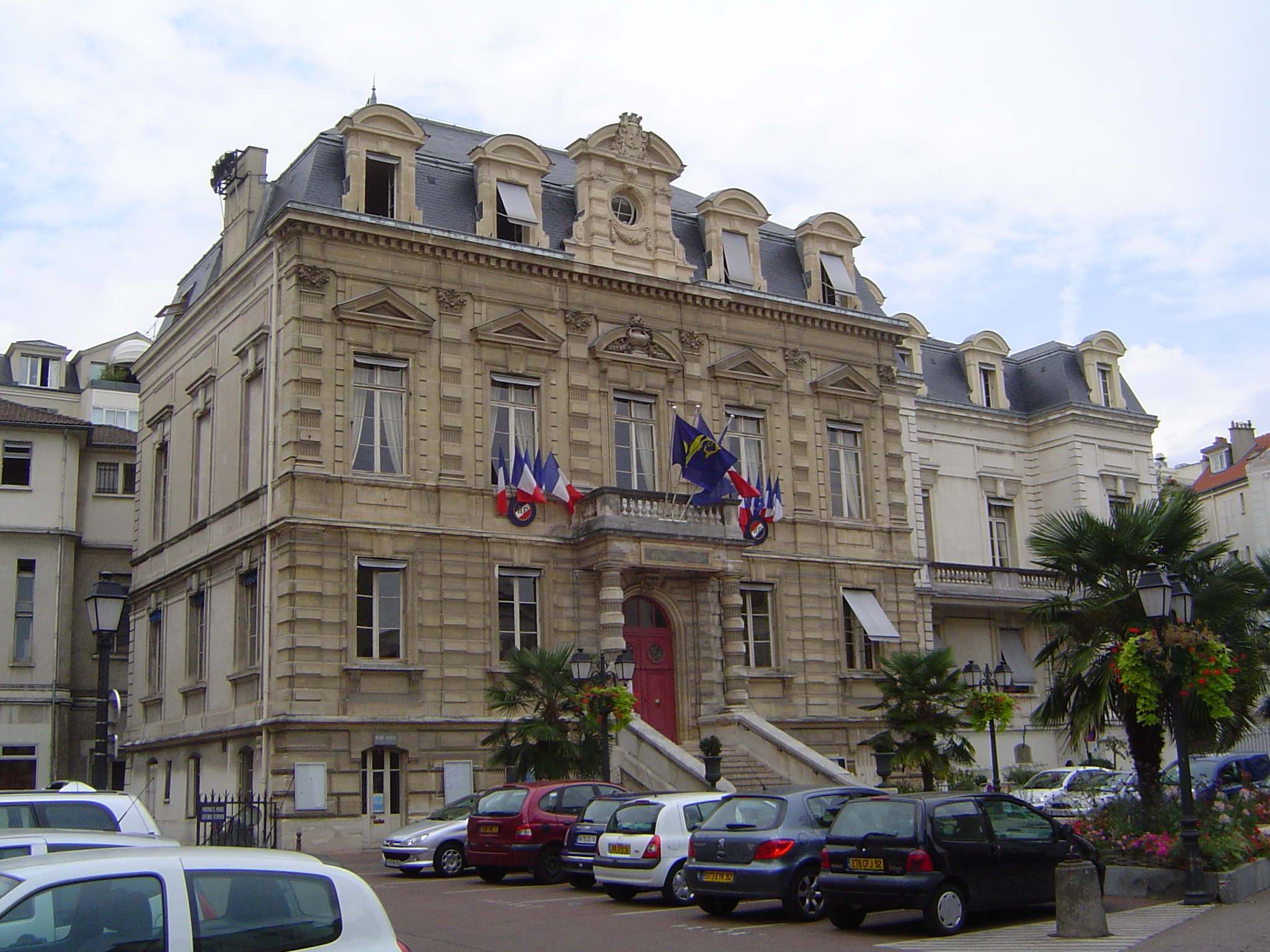
L'hôtel de ville.

Antérieurement à la loi du 10 juillet 1964, la commune faisait partie du département de Seine-et-Oise. La réorganisation de la région parisienne en 1964 fit que la commune appartient désormais au département des Hauts-de-Seine après un transfert administratif effectif au 1er janvier 1968. Initialement intégrée à l'arrondissement de Boulogne-Billancourt de ce département, Saint-Cloud a été rattachée à l'arrondissement de Nanterre le 1er janvier 2017 afin d'adapter les limites des arrondissements à la structuration des intercommunalités du département.
Pour l'élection des députés, la ville fait partie de la septième circonscription des Hauts-de-Seine
Elle faisait partie de 1793 à 1964 du canton de Sèvres, année où elle devient le chef-lieu du canton de Saint-Cloud. Dans le cadre du redécoupage cantonal de 2014 en France, ce canton, dont la commune est désormais le bureau centralisateur, est modifié, passant de une à cinq communes.
La commune relève du tribunal d'instance ainsi que du tribunal de police de Boulogne-Billancourt et de la cour d'appel de Versailles.

### Intercommunalité
Avec Garches et Vaucresson, Saint-Cloud faisait partie de la communauté d'agglomération Cœur de Seine, créée le 1er janvier 2005.
Dans le cadre de la mise en œuvre de la volonté gouvernementale de favoriser le développement du centre de l'agglomération parisienne comme pôle mondial est créée, le 1er janvier 2016, la métropole du Grand Paris (MGP), dont la commune est membre.
La loi portant nouvelle organisation territoriale de la République du 7 août 2015 prévoit également la création de nouvelles structures administratives regroupant les communes membres de la métropole, constituées d'ensembles de plus de 300 000 habitants, et dotées de nombreuses compétences, les établissements publics territoriaux (EPT).
La commune a donc également été intégrée le 1er janvier 2016 à l'établissement public territorial Paris Ouest La Défense, qui succède à la communauté d'agglomération Cœur de Seine.

### Tendances politiques et résultats
Au référendum sur le traité constitutionnel pour l’Europe du 29 mai 2005, les Clodoaldiens votent très majoritairement pour la Constitution européenne, avec 76,93 % en faveur contre 23,07 % en défaveur, avec un taux d’abstention de 23,34 %,.
À l’élection présidentielle française de 2007, le premier tour voit arriver en tête Nicolas Sarkozy avec 53,44 % soit 8 785 voix, suivi de François Bayrou avec 20,76 % soit 3 413 voix, puis de Ségolène Royal avec 14,67 % soit 2 411 voix, et enfin de Jean-Marie Le Pen avec 5,63 % soit 925 voix, aucun autre candidat ne dépassant le seuil des 5 %. Au second tour, les électeurs ont voté à 74,17 % soit 11 681 voix pour Nicolas Sarkozy contre 24,83 % soit 4 067 voix pour Ségolène Royal, résultat beaucoup plus tranché que la moyenne nationale qui fut, au second tour, de 53,06 % pour Nicolas Sarkozy et 46,94 % pour Ségolène Royal. Pour cette élection présidentielle, le taux de participation a été très élevé. On compte 18 455 inscrits sur les listes électorales clodoaldiennes, 89,56 % soit 16 528 voix ont participé aux votes, le taux d’abstention fut de 10,44 % soit 1 927 voix, 0,54 % soit 90 voix ont effectué un vote blanc ou nul et enfin 99,46 % soit 16 438 voix se sont exprimées.

### Liste des maires
Depuis la Libération, quatre maires se sont succédé à Saint-Cloud :
| Période          | Période                   | Identité             | Étiquette       | Qualité |
| ---------------- | ------------------------- | -------------------- | --------------- | --- |
| 1er juillet 1945 | 21 mars 1971              | Francis Chaveton     | MRP puis CD     | Conseiller général de Saint-Cloud (1964 → 1973) |
| 21 mars 1971     | 16 avril 1992             | Jean-Pierre Fourcade | RI puis UDF-PR  | Inspecteur des finances, Ministre (1974 → 1977), Sénateur des Hauts-de-Seine (1977 → 2011), Conseiller général de Saint-Cloud (1973 → 1989) Démissionnaire |
| 16 avril 1992    | 13 juin 2005              | Bertrand Cuny        | UDF puis UMP    | Ancien élève de l’École polytechnique, ingénieur général de l'armement, chef d'entreprise Directeur à la DATAR (1976 → 1981) Président de la CA Cœur de Seine (? → ?) Démissionnaire |
| 13 juin 2005,    | En cours (au 23 mai 2020) | Éric Berdoati        | UMP-LR puis DVD | Escrimeur, chef d'entreprise Député des Hauts-de-Seine (2010 → 2012) Conseiller général puis départemental de Saint-Cloud (2011 →) Président de la CA Cœur de Seine (? → 2015) Vice-président de l'EPT Paris Ouest La Défense (2016 →) Réélu pour le mandat 2014-2020, Réélu pour le mandat 2020-2026 |

### Politique environnementale
Compte tenu de l'ensemble des vingt-trois squares et jardins publics et du parc, la ville offre un ratio (espaces verts par habitant) très important pour une commune si proche de Paris : 166 m2 d'espaces verts par Clodoaldien.
Après les grandes réalisations de bétonnage (bureaux de la Colline, Z.A.C. Val de Seine entre autres) la ville est en voie de grande transformation en raison de la construction de la ligne 15 du « Grand Paris express ». Celle ci a induit en particulier la démolition de villas de la fin du XIXe et du début du XXe siècle au dessus de la gare SNCF. La nouvelle ligne reliera ainsi Saint-Cloud à Nanterre et Saint-Denis.
La ville a défini une politique environnementale liée au développement durable, en s'appuyant sur la mise en place d’un agenda 21 local, dans cinq directions majeures :
- la lutte contre le réchauffement climatique ;
- la préservation des ressources et la biodiversité ;
- la solidarité dans l’espace et dans le temps ;
- l’épanouissement de l’être humain ;
- une économie responsable, tant d’un point de vue social qu’environnemental[71].

### Ville internet
En 2008, Saint-Cloud a reçu le label « Ville Internet @@@ ».

### Jumelages
Au 1er janvier 2010, Saint-Cloud est jumelée avec :
- Bad Godesberg (Allemagne) depuis 1957[73]
- Frascati (Italie) depuis 1957[73]
- Windsor and Maidenhead (Angleterre) depuis 1957[73]
- Courtrai (Belgique) depuis 1994[73]
- Boadilla del Monte (Espagne) depuis 1999[73]
- Saint Cloud, Minnesota (États-Unis) depuis 1995[73]

## Population et société

### Démographie

#### Évolution démographique
L'évolution du nombre d'habitants est connue à travers les recensements de la population effectués dans la commune depuis 1793. Pour les communes de plus de 10 000 habitants les recensements ont lieu chaque année à la suite d'une enquête par sondage auprès d'un échantillon d'adresses représentant 8 % de leurs logements, contrairement aux autres communes qui ont un recensement réel tous les cinq ans,.

En 2022, la commune comptait 29 859 habitants, en évolution de −1,11 % par rapport à 2016 (Hauts-de-Seine : +2,75 %, France hors Mayotte : +2,11 %).
| 1793  | 1800  | 1806  | 1821  | 1831  | 1836  | 1841  | 1846  | 1851  |
| ----- | ----- | ----- | ----- | ----- | ----- | ----- | ----- | ----- |
| 2 042 | 1 660 | 2 360 | 1 953 | 1 935 | 2 316 | 3 417 | 3 457 | 3 828 |

| 1856  | 1861  | 1866  | 1872  | 1876  | 1881  | 1886  | 1891  | 1896  |
| ----- | ----- | ----- | ----- | ----- | ----- | ----- | ----- | ----- |
| 4 405 | 5 611 | 5 248 | 8 956 | 4 862 | 4 126 | 5 380 | 5 660 | 6 374 |

| 1901  | 1906  | 1911  | 1921   | 1926   | 1931   | 1936   | 1946   | 1954   |
| ----- | ----- | ----- | ------ | ------ | ------ | ------ | ------ | ------ |
| 7 195 | 8 354 | 9 725 | 11 921 | 13 519 | 16 341 | 16 597 | 17 614 | 20 671 |

| 1962   | 1968   | 1975   | 1982   | 1990   | 1999   | 2006   | 2011   | 2016   |
| ------ | ------ | ------ | ------ | ------ | ------ | ------ | ------ | ------ |
| 26 472 | 28 158 | 28 139 | 28 561 | 28 597 | 28 157 | 29 385 | 29 194 | 30 193 |

| 2021   | 2022   | - | - | - | - | - | - | - |
| ------ | ------ | - | - | - | - | - | - | - |
| 29 727 | 29 859 | - | - | - | - | - | - | - |

#### Pyramide des âges
En 2018 le taux de personnes d'un âge inférieur à 30 ans s'élève à 36,8 %, soit en dessous de la moyenne départementale (38,4 %). À l'inverse, le taux de personnes d'âge supérieur à 60 ans est de 22,4 % la même année, alors qu'il est de 20,0 % au niveau départemental.
En 2018 la commune comptait 14 527 hommes pour 15 511 femmes, soit un taux de 51,64 % de femmes, légèrement inférieur au taux départemental (52,41 %).
Les pyramides des âges de la commune et du département s'établissent comme suit.
| Hommes | Classe d’âge | Femmes |
| ------ | ------------ | ------ |
| 1,2    | 90 ou +      | 2,5    |
| 6,1    | 75-89 ans    | 8,7    |
| 11,8   | 60-74 ans    | 14,4   |
| 20,0   | 45-59 ans    | 20,4   |
| 20,3   | 30-44 ans    | 20,9   |
| 18,5   | 15-29 ans    | 15,7   |
| 22,1   | 0-14 ans     | 17,4   |

| Hommes | Classe d’âge | Femmes |
| ------ | ------------ | ------ |
| 0,6    | 90 ou +      | 1,6    |
| 5,2    | 75-89 ans    | 7,2    |
| 12,1   | 60-74 ans    | 13,5   |
| 19,3   | 45-59 ans    | 19,4   |
| 22,6   | 30-44 ans    | 21,9   |
| 20,2   | 15-29 ans    | 18,9   |
| 19,9   | 0-14 ans     | 17,4   |

Au 1er juillet 2005, le nombre de ménages était de 12611, en augmentation de 610 par rapport à 1999. La part des ménages dont la personne de référence est active est de 68 %, et le nombre moyen de personnes par ménage était de 2,3.[Passage à actualiser]

### Enseignement
Saint-Cloud est située dans l’académie de Versailles.

#### Établissements scolaires

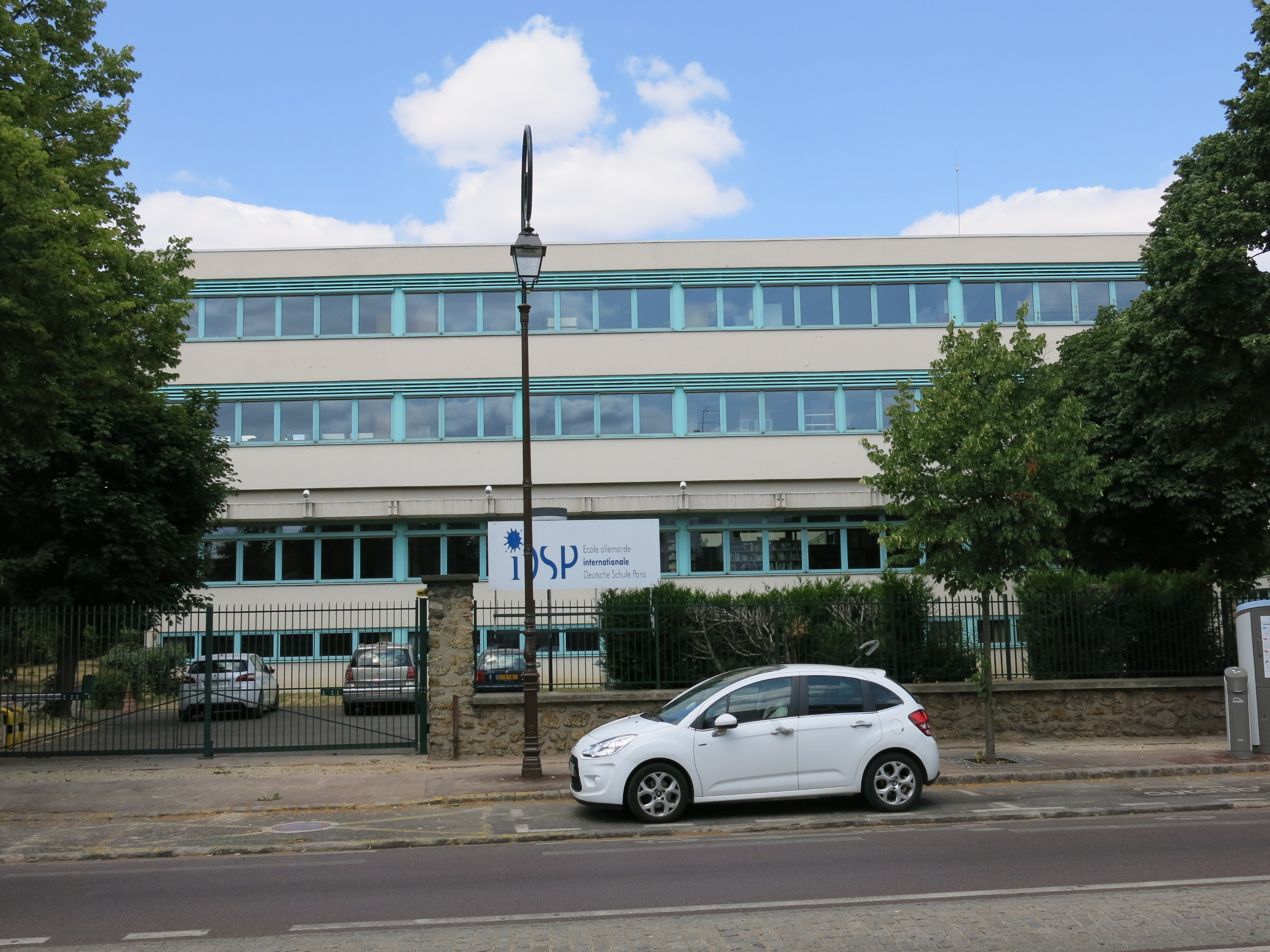
École allemande internationale de Paris.

La ville administre 11 écoles maternelles et écoles élémentaires communales.
Le département gère deux collèges : le collège Gounod qui accueille chaque année environ 400 élèves et le collège Verhaeren qui compte environ 700 élèves par an (Verhaeren était un poète qui a passé les dernières années de sa vie à Saint-Cloud); et la région Île-de-France deux lycées : le lycée Alexandre-Dumas (anciennement Florent-Schmitt) et le lycée Santos-Dumont (lycée des métiers de l'hôtellerie et de la gestion des entreprises).

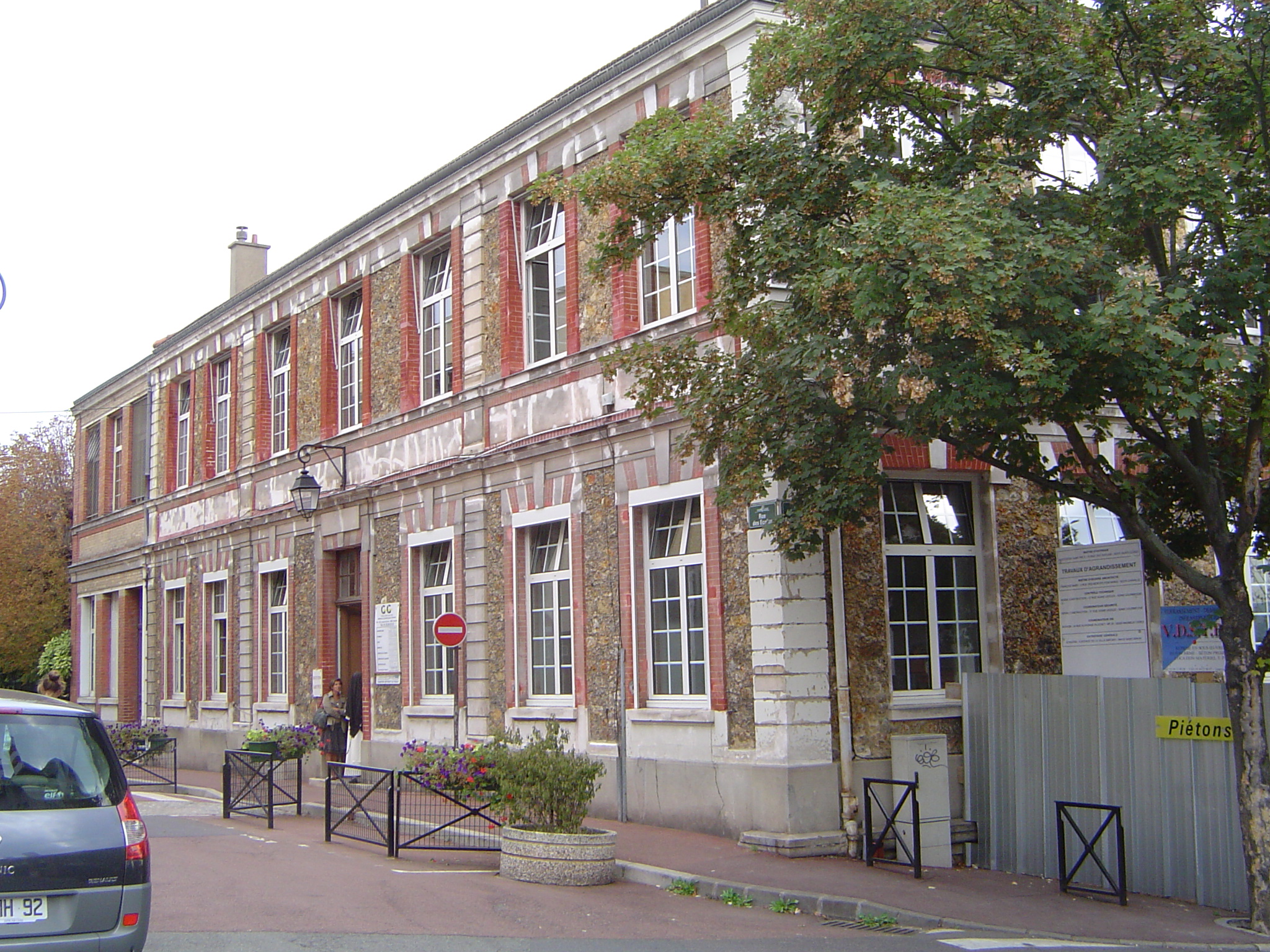
L’entrée de l’Institution Saint-Pie-X.

Saint-Cloud compte également quatre écoles maternelles et élémentaires privées, dont l'école Montessori bilingue, deux collèges privés, l'école-collège-lycée privé « Institution Saint-Pie-X » (pour filles en ce qui concerne la partie secondaire) des dominicaines du Saint-Esprit, l'école allemande internationale de Paris (Internationale Deutsche Schule Paris - EN) et l'école américaine American School of Paris (EN).

#### Vie universitaire

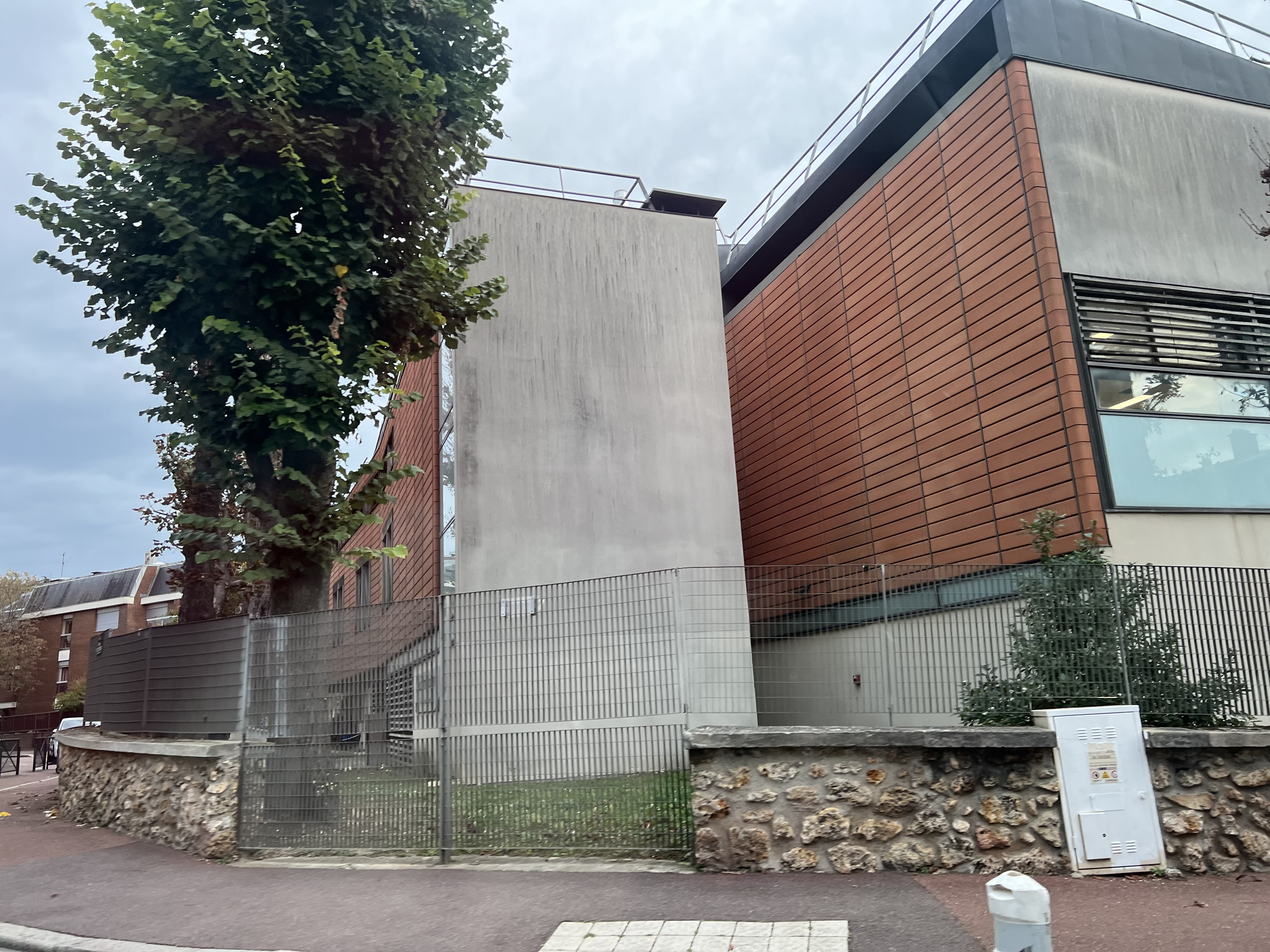
Université Paris-Nanterre, campus de Saint-Cloud.

À Saint-Cloud est installé le pôle « métiers du livre » de l'université Paris-Nanterre. Ce pôle regroupe depuis 1999 les formations dans les domaines suivants : métiers du livre, édition, librairie, bibliothèques, documentation, image, audiovisuel, multimédia.

### Manifestations culturelles et festivités
La foire de Saint-Cloud, fête foraine a lieu chaque année début septembre. Elle tire son origine des pèlerinages du Moyen Âge. Elle était autrefois très célèbre et réputée pour son pain d'épices et ses mirlitons. Pierre Giffard écrit vers 1878 : « La foire de Saint-Cloud, la fête de Neuilly, sont les deux solennités suburbaines qui font réellement courir tout Paris. » Cette fête a peu à peu perdu son importance, et est aujourd'hui une simple fête foraine locale.
Le festival Rock en Seine a lieu dans le parc de Saint-Cloud, propriété du conseil départemental, depuis sa création en 2003[réf. nécessaire].

### Santé
Saint-Cloud accueille :
- le centre hospitalier des 4 villes : depuis le 1er janvier 2006, ce centre regroupe le centre hospitalier intercommunal Jean-Rostand » (qui regroupait déjà Chaville, Sèvres et Ville d’Avray) et le centre hospitalier de Saint-Cloud »[89]
- le centre René-Huguenin de lutte contre le cancer, et la maison des patients qui accueille toute personne malade et son entourage[90].
- Construction de nouveaux locaux pour l'institut Curie qui englobe le centre René-Huguenin.
- la clinique chirurgicale du Val d'Or, qui est située assez loin du quartier du même nom.
- la maison de retraite Lelégard, inaugurée le 5 avril 1888 à la suite de deux legs de deux Clodoaldiennes : en 1880, Marie-Zéphérine Lelégard lègue toute sa fortune à la ville pour " la construction d'un hôpital qui prendra le titre d'Asile de la vieillesse" ; en 1881, Laure Camille Lucile Tessier veuve Laval[91] lègue 200 000 francs et sa demeure pour accueillir les "vieillards malades ou impotents". Cette maison, non adaptée à ce but fut vendue et la décision est prise de réunir en un seul lieu "les hospices à fonder en vertu des legs Laval et Lelégard" ; l'asile Lelégard sera construit sous la direction de l'architecte-voyer Alfred-Jean Herbinet. Source : "Et Lelégard fut", Saint-Cloud magazine, septembre 2014, no 313, p. 5.

### Sports
- La piscine municipale des Tourneroches accueille plus de 110 000 nageurs chaque année[92]. En 2009-2010 elle fait l'objet d'importants travaux de réaménagement ; la piscine est renouvelée en inox lors de travaux de 6 mois durant l'été 2016.
- Fin 2009, la municipalité construit trois courts de tennis en revêtement synthétique intégrés au nouveau « club de tennis des Tennerolles »[93].
- Construction en 2009 d'une salle d'escrime et d'un mur d'escalade sur le mail des Coteaux. salle Antoine-de-Saint-Exupéry.
- Le stade du quai Carnot fut démoli en 1972 pour permettre la construction du viaduc autoroutier (voir plus haut) et remplacé la même année par un nouveau stade excentré sur le domaine du parc de Saint-Cloud, le Pré Saint-Jean.

### Médias
Saint-Cloud héberge sur ses quais de Seine les studios Franay de France Télévisions ainsi qu'une partie des locaux du groupe NRJ. Les studios Franay sont fermés en vue de la construction d'immeubles d'habitations sur le terrain.

### Cultes
Les Clodoaldiens disposent de lieux de culte catholique, israélite et protestant.

#### Culte catholique
Depuis janvier 2010 la commune de Saint-Cloud fait partie du doyenné des Collines, l'un des neuf doyennés du diocèse de Nanterre.
Au sein de ce doyenné, les lieux de culte catholique relèvent de la paroisse de Saint-Cloud, : l'église Notre-Dame-des-Airs (dans le quartier Val d’Or - Fouilleuse), l'église Saint-Clodoald (dans le centre), l'église Stella-Matutina (dans le quartier Montretout-Coutureau), l'église Saint-Joseph-Artisan (dans le quartier Coteaux - 18-Juin).

#### Culte israélite
Le culte israélite se pratique à l'association juive clodoaldienne.

#### Culte protestant
Le culte réformé se pratique au temple protestant de Saint-Cloud de l'Église protestante unie de France.

## Économie

### Revenus de la population et fiscalité
En 2010, le revenu fiscal médian par ménage était de 52 018 €, ce qui plaçait Saint-Cloud au 197e rang parmi les 31 525 communes de plus de 39 ménages en métropole.
Selon l'Observatoire des inégalités, la commune de Saint-Cloud est l'une des communes abritant la population aux plus hauts revenus de France. Saint-Cloud se classe au 10e rang des communes de plus de 20 000 habitants en France où « les riches sont les plus riches » avec un niveau de vie annuel (revenus après impôts pour une personne seule) minimum des 10 % les plus riches de 82 450 euros en 2019.

### Emploi
Saint-Cloud compte un très grand nombre d'entreprises parmi lesquelles beaucoup de sièges sociaux et de commerces. Cette activité dense génère près de 20 000 emplois sur le territoire et les actifs proviennent de toute la région. Le tertiaire représente la part la plus importante des activités, mais une grande variété de secteurs est représentée : l'aéronautique, la communication et le cinéma, l'informatique et ses services, les secteurs technologiques de pointe, la construction et les équipements du bâtiment, la sécurité, la gestion financière et administrative.

### Entreprises et commerces
Ont leur siège social dans la commune :
- Dassault Aviation, société d'aviation, premier employeur de Saint-Cloud ;
- la Fédération française de bridge (FFB) ;
- Fidelia Assistance, société d'assistance, avec son principal centre d'activités ;
- Lafarge Ciments, division Ciments de Lafarge ;
- Moody's Analytics, logiciel de gestion des risques ;
- Skiset, vente et location de matériels de sport d'hiver ;
- B. Braun, laboratoire pharmaceutique.
- M2i Life Sciences, spécialisée dans les technologies durables pour l’agriculture et la santé.

## Culture locale et patrimoine

### Lieux et monuments
La commune comprend de nombreux monuments répertoriés à l'Inventaire général du patrimoine culturel.

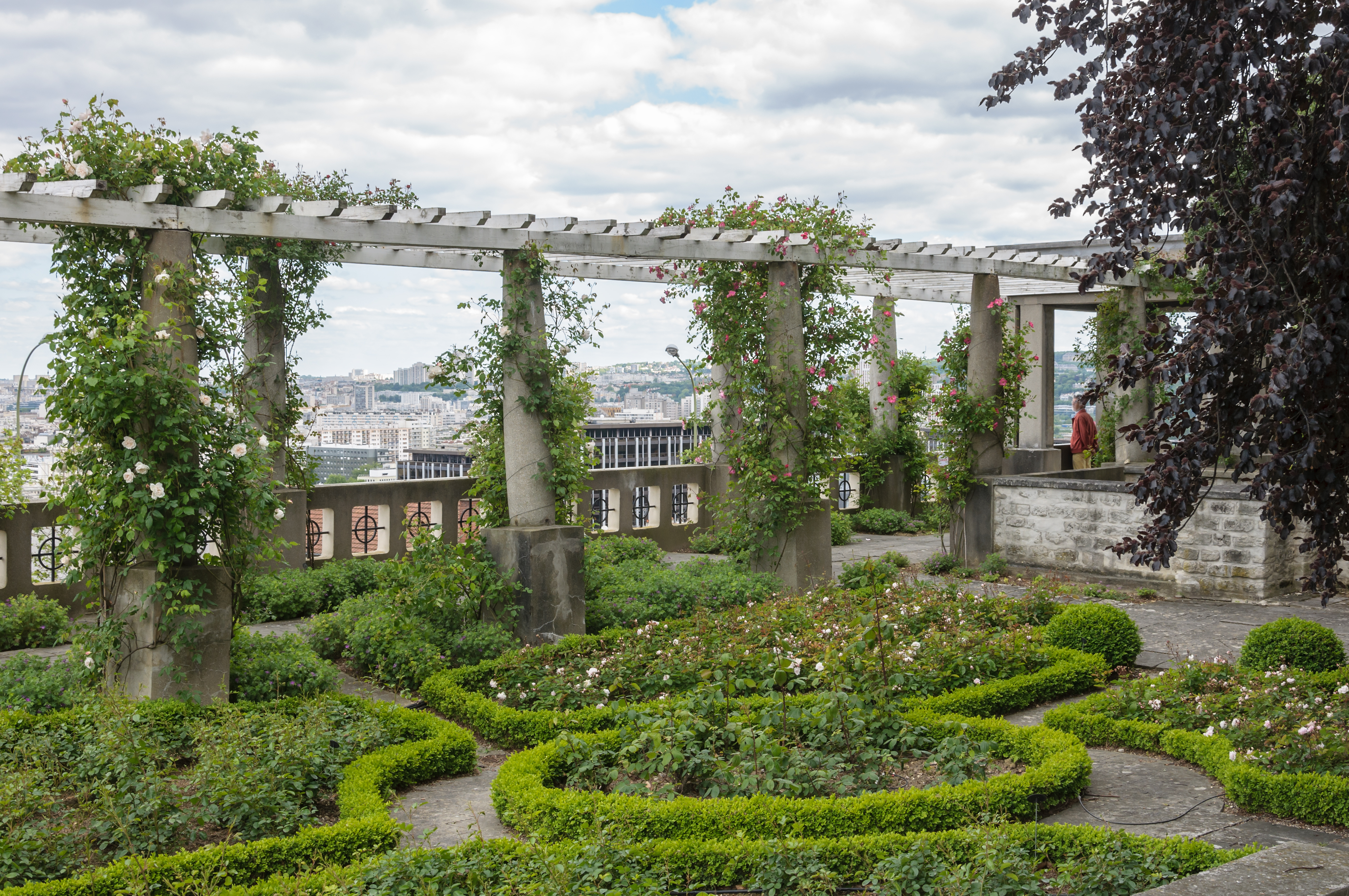
Le jardin Stern, œuvre de Jean Claude Nicolas Forestier, inscrit au titre des monuments historiques en 2006.

À noter parmi les constructions de l'architecte décorateur Louis Süe, la villa de Jeanne Paquin en 1912 au 33 rue du Mont-Valérien et la villa de Jane Renouardt au 2 rue de Buzenval qu'il réalisa de 1924 à 1925 (non inscrite) en compagnie des artistes peintres André Mare et Jean Claude Nicolas Forestier et la Compagnie des Arts français.
On trouve également au 22 rue Armengaud une villa (privée, non inscrite) construite en 1902 par l'architecte Édouard Arnaud, dont on peut voir un autre immeuble au no 1 rue Danton (Paris 6e), immeuble appliquant le principe de construction en béton, y compris les décorations de façades, de style Art déco, ainsi qu'un troisième au no 16 rue Octave-Feuillet (Paris 16e), primé à l'occasion du concours de façades de la ville de Paris en 1900.
| Intitulé                                                          | Ensemble classé | Ensemble inscrit |
| ----------------------------------------------------------------- | --------------- | ---------------- |
| Hôtel, galerie extérieure, jardin, fontaine, 7 et 9 rue d'Orléans |                 | x                |
| Domaine national de Saint-Cloud                                   | x               |                  |
| Intitulé                                                          | Monument classé | Monument inscrit |
| Bâtiments situés dans l'hippodrome                                |                 | x                |
| La villa Mirande 3, rue de Montesquiou par l'architecte Louis Süe |                 | x                |
| Chapelle de l'ancien hôpital de la Reine                          | x               |                  |
| Église du Centre ou Saint-Clodoald, 14 place Charles-de-Gaulle    |                 | x                |
| Bâtiment dit Double du Grand Livre, 38 rue d'Orléans              | x               |                  |
| Cascade et bassin du Grand Jet                                    | x               |                  |
| Immeuble 11, place de la Libération                               |                 | x                |
| Intitulé                                                          | Site classé     | Site inscrit     |
| Restes du château de Béarn et parc qui les entoure                |                 |                  |
| Bords de Seine                                                    |                 | x                |
| Rives de la Seine                                                 |                 | x                |
| Quartiers anciens                                                 |                 | x                |
| Hippodrome de Saint-Cloud                                         | x               |                  |
| Source : Iaurif                                                   |                 |                  |

À cette liste s'est rajouté le jardin Stern, avenue Pozzo-di-Borgo : créé en 1927 par Jean Claude Nicolas Forestier, ce jardin en terrasses enjambant la voie de chemin de fer a été inscrit au titre des monuments historiques en 2006. En avril 2020 le hall de la Villa Eugénie est aussi inscrit notamment pour son vitrail art déco signé Raphaël Lardeur.
Le château de Pélican est aussi un monument de la ville, bien qu'il ne soit pas protégé au titre des monuments historiques.

#### Domaine national de Saint-Cloud

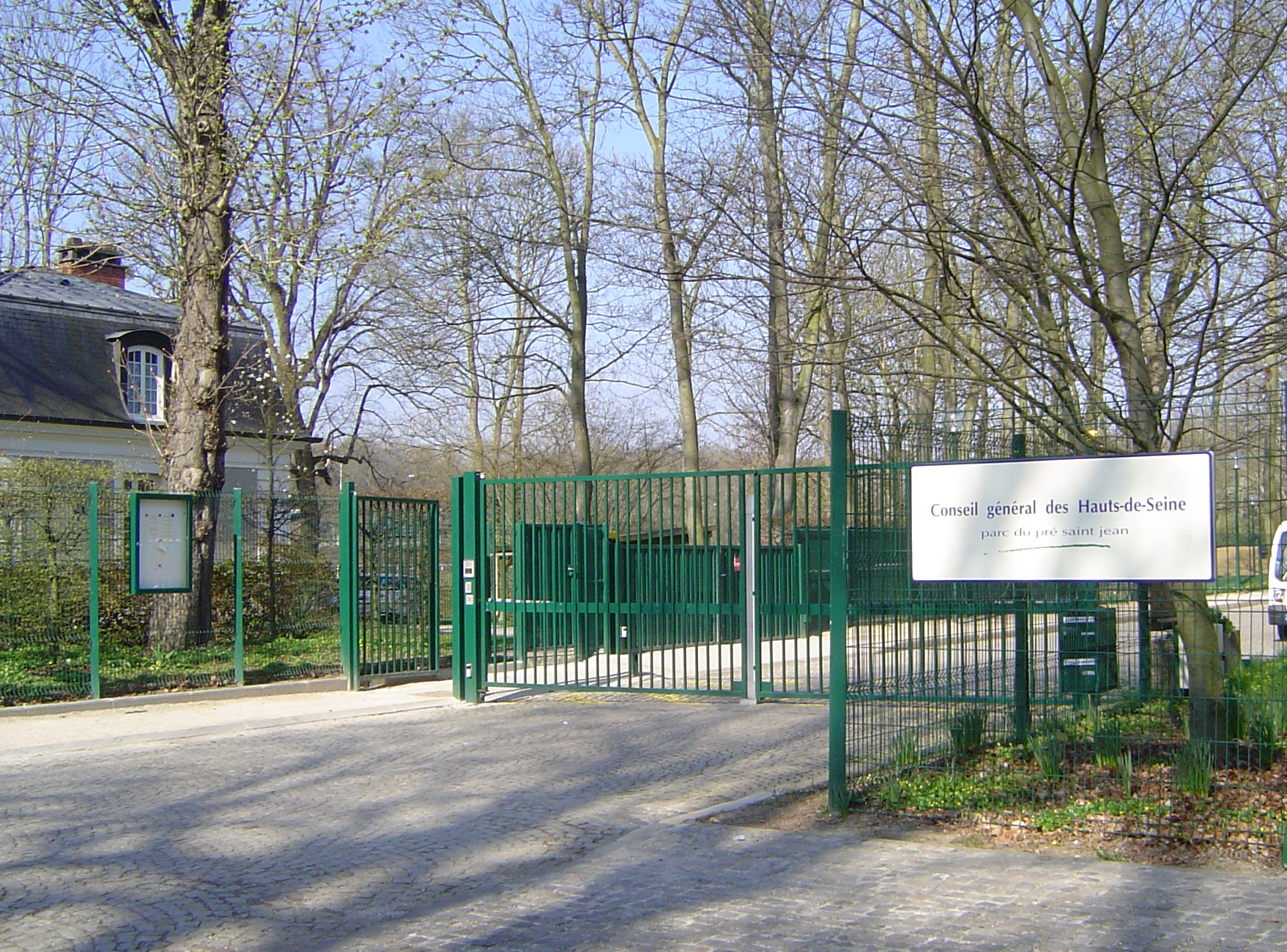
L'entrée du Pré Saint-Jean.

C'est dans le domaine national de Saint-Cloud, également appelé parc de Saint-Cloud, que se trouvait le château, résidence de villégiature de plusieurs souverains français. Les jardins à la française, dessinés par Le Nôtre, ont été conservés.
Le parc a été classé à l'inventaire des monuments historiques dès 1900.
La superficie du domaine est de 460 hectares, se trouvant pour la plus grande partie dans la commune de Saint-Cloud. Le « pavillon de Breteuil », siège du Bureau international des poids et mesures, n'est pas établi à Sèvres, mais à Saint-Cloud (son adresse postale a été toutefois rattachée à Sèvres).
Le parc appartient à l'État français, à l'exception du « Pré Saint-Jean » qui appartient au conseil général des Hauts-de-Seine. C'est dans le « Pré Saint-Jean » que chaque dernier week-end de septembre est organisé le Famillathlon dans le cadre de la fête du « Week-end du sport en famille ».
Il accueille régulièrement des événements tels que les visites au jardin ou « Park in progress », nuit européenne de la jeune création.

#### Jardin des Tourneroches

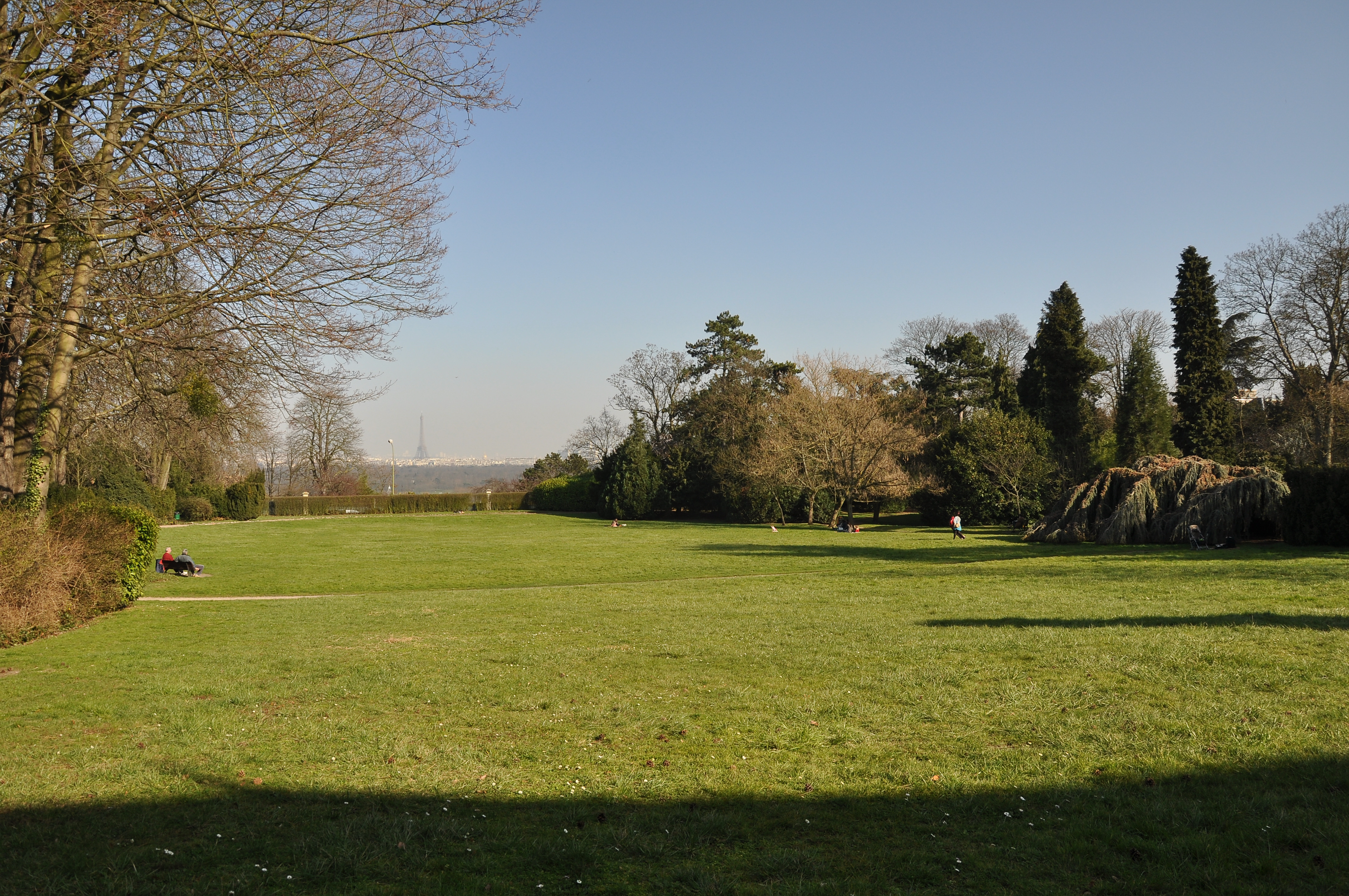
Vue sur Paris depuis le jardin des Tourneroches.

Ce jardin offre l’une des vues panoramiques les plus saisissantes du département, centrée sur la tour Eiffel, embrassant le bois de Boulogne et Paris depuis le balcon naturel des coteaux. Ces terrains ont appartenu depuis 1860 à la puissante famille de Goyeneche, Grands d'Espagne et ducs de Gamio. Pendant ces années la propriété s'appelait Castel Gamio.
La maison, dite villa des Tourneroches a été construite dans les années 1930. Le docteur Débat achète la propriété située de part et d'autre de la rue du Mont-Valérien ; ce domaine porte déjà une maison, des communs et un jardin aménagé au début du siècle ; il fait raser la maison et bâtir sa demeure, une maison de gardien ainsi qu'une maison proche de la gare ; il conserve le parc, les communs et le pigeonnier préexistants.

#### Églises
- Église Saint-Clodoald

Cette église néo-médiévale domine le centre de la vieille ville. Elle a été rebâtie sous le Second Empire par l'architecte Pierre-Félix Delarue, entre avril 1861 (pose de la première pierre) et mai 1863 (bénédiction), à la place de l'ancienne collégiale qui abritait la crypte renfermant le tombeau peut-être apocryphe de saint Clodoald. À l'intérieur de l'église, sous l'autel de la chapelle dédiée à saint Cloud, une châsse contient ses reliques. Dans la nef se trouve une belle chaire en chêne sculptée par Guilbert en 1900. Cette église repose sur les soubassements de l'église précédente, construite en 1778. Elle a été classée à l'inventaire des monuments historiques le 16 février 1995,. Cette église, élevée dans le style gothique a été décorée par les soins de l'impératrice Eugénie qui offrit l'autel en marbre blanc.

L'église Saint-Clodoald
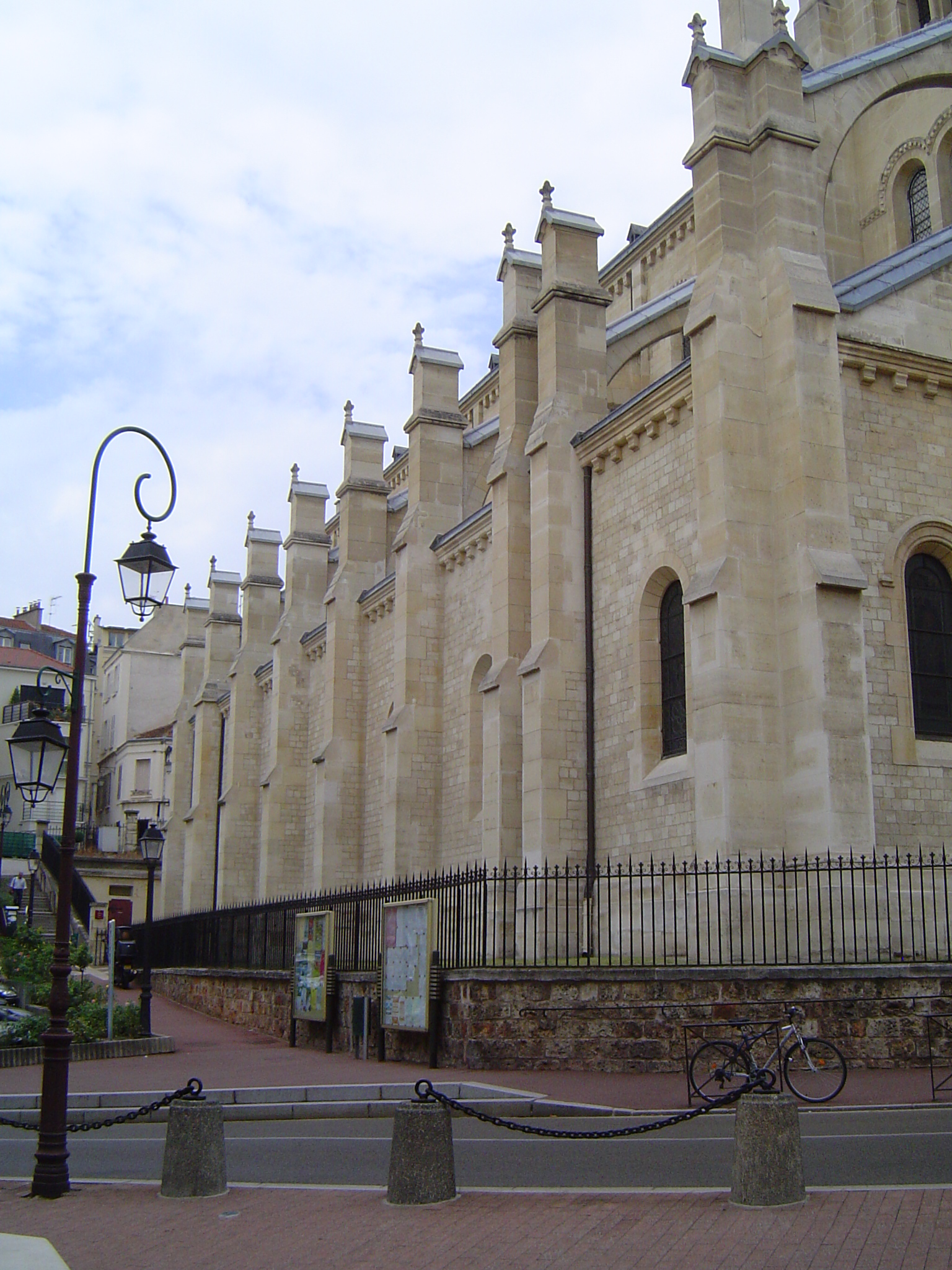
Côté gauche de l'église Saint-Clodoald.
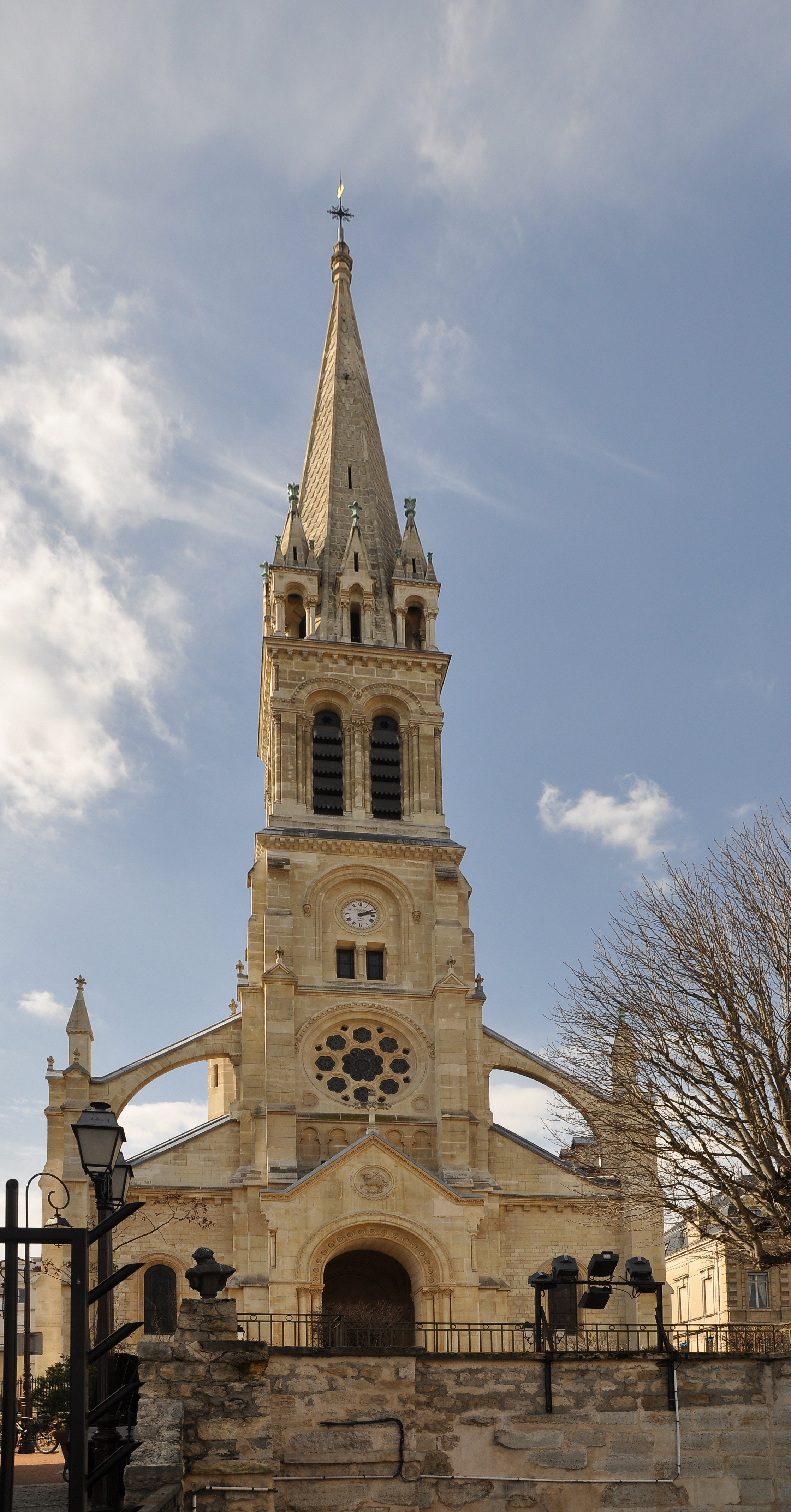
Façade de l'église Saint-Clodoald.
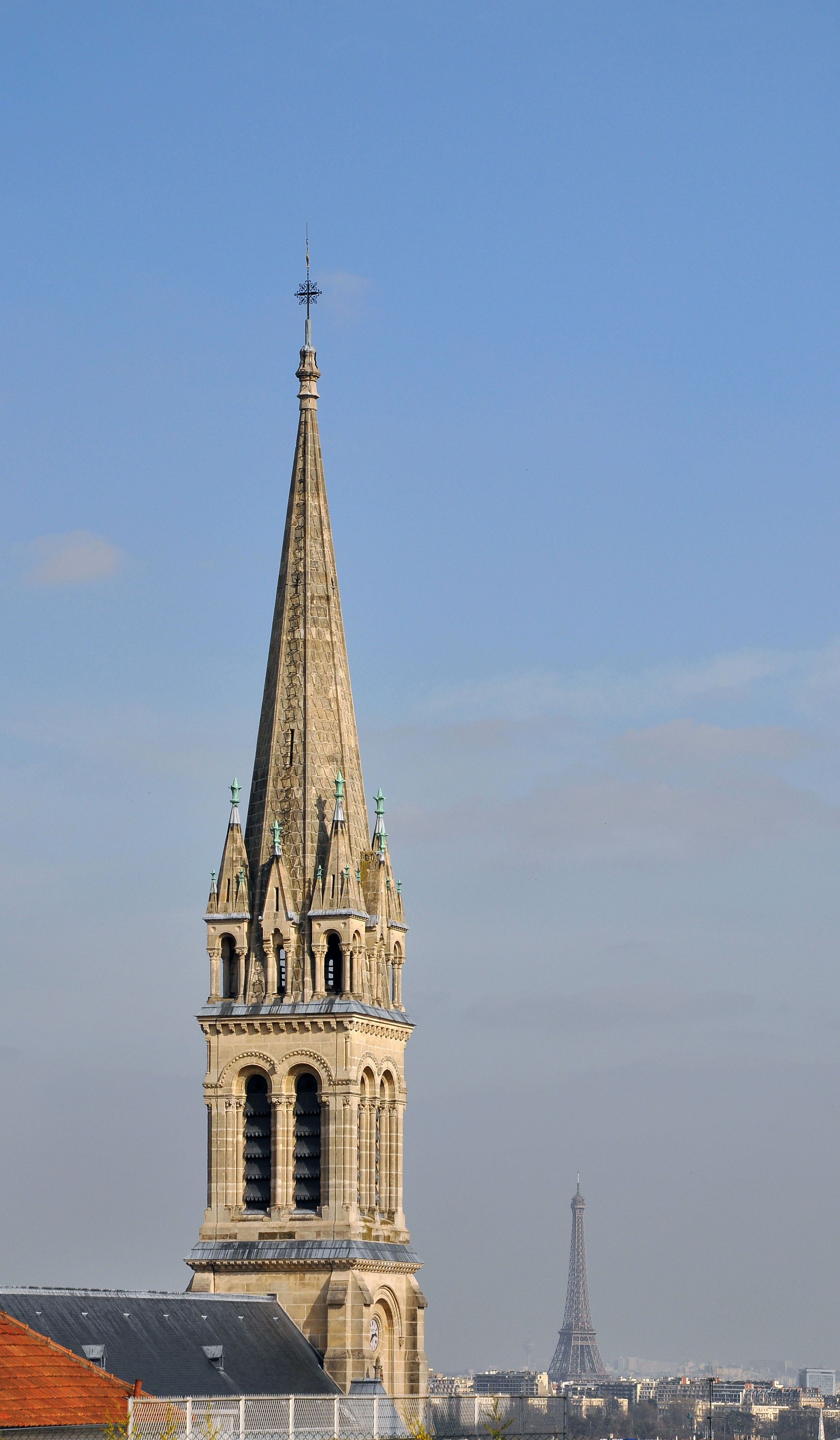
Clocher de l'église.

- Stella-Matutina

Cette église a été consacrée en 1965,.
Les architectes Alain Bourbonnais, Thierry Bouts et Raoul Vergez lui ont donné la forme d'une immense tente circulaire en bois, métal et verre, reposant en neuf points sur un socle de béton, le vaisseau est précédé par un auvent en forme de proue. « Par leurs lignes convergentes, la toiture de cuivre et la charpente de sapin procurent une saisissante impression d'envolée et de perspective, accentuée par la disposition concentrique des bancs autour de l'autel ».
- Saint-Joseph-Artisan

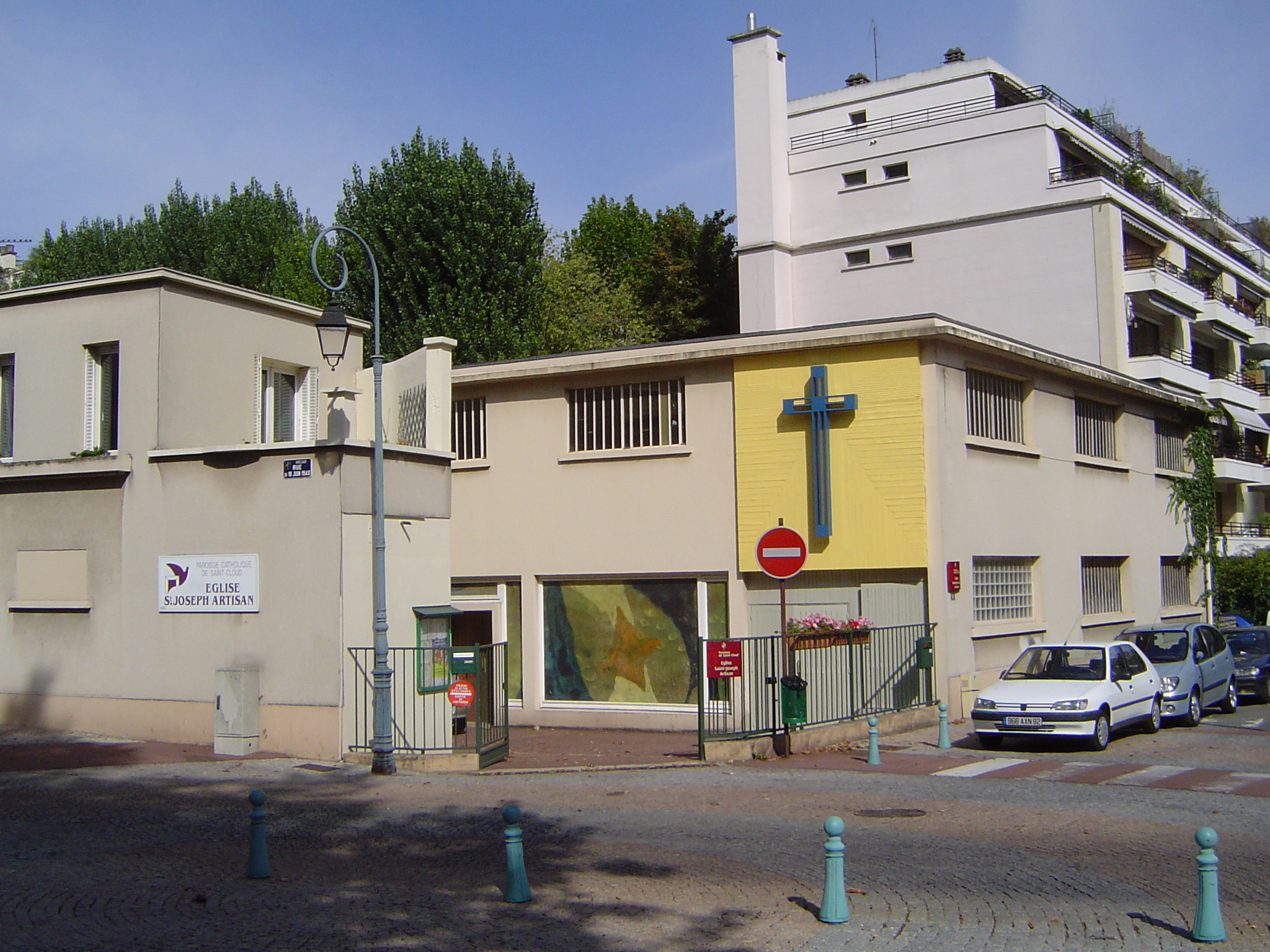
L'église Saint Joseph-Artisan.
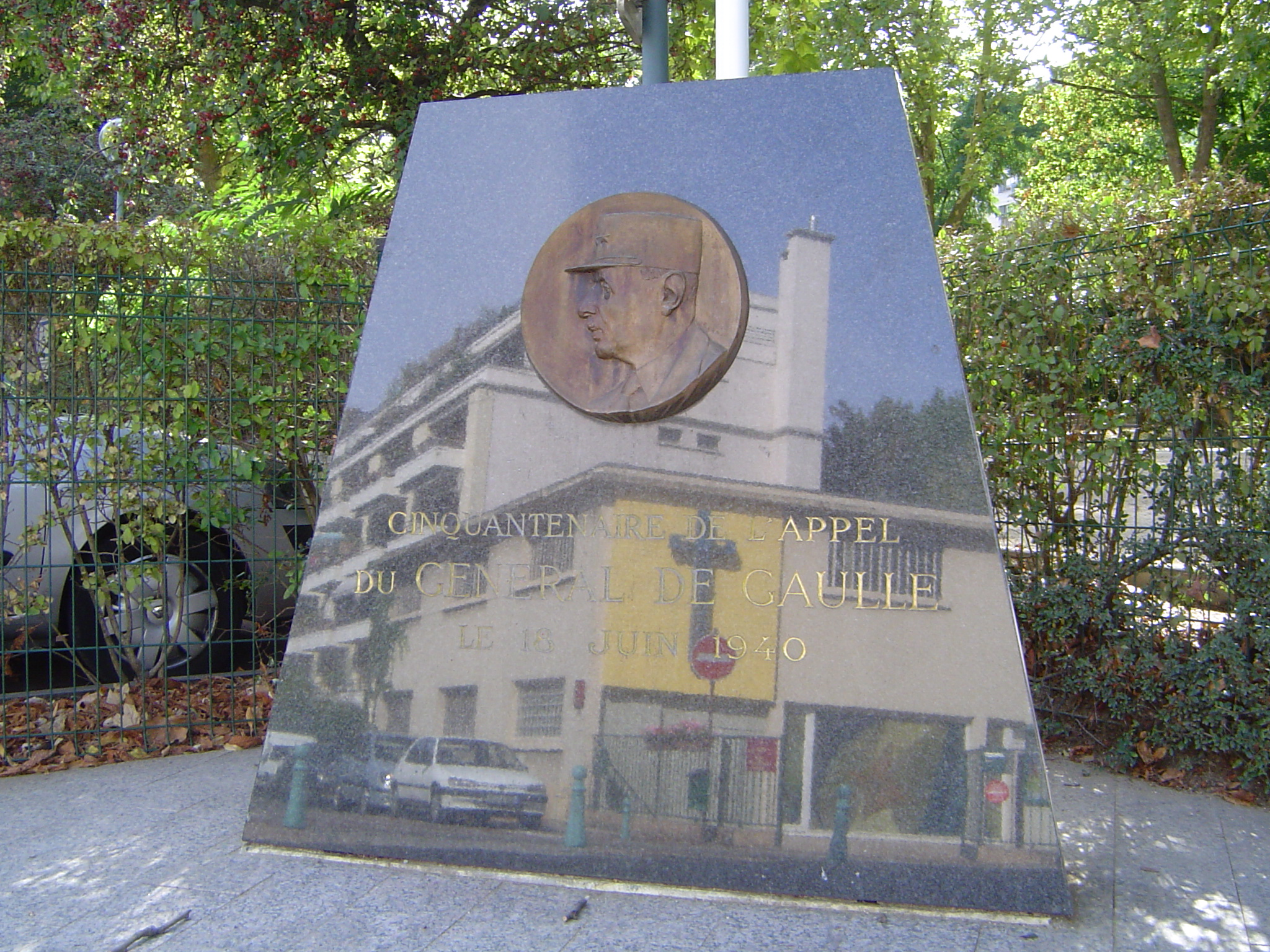
L'église est située rue du 18-Juin et se reflète dans le monument commémoratif.

- Notre-Dame-des-Airs

L'église Notre-Dame-des-Airs, construite en 1919, doit son vocable au souvenir de la fréquentation du lotissement par des pionniers de l'aviation tels que Santos-Dumont,.
- L'ancienne chapelle de l'hospice

Cette chapelle de style Louis XVI faisait partie de l'hospice fondé en 1787 par Marie-Antoinette. Cette chapelle est la seule partie encore existante de cet hospice. Elle a été classée à l'inventaire des monuments historiques le 28 décembre 1979.

#### Le bâtiment de la mairie

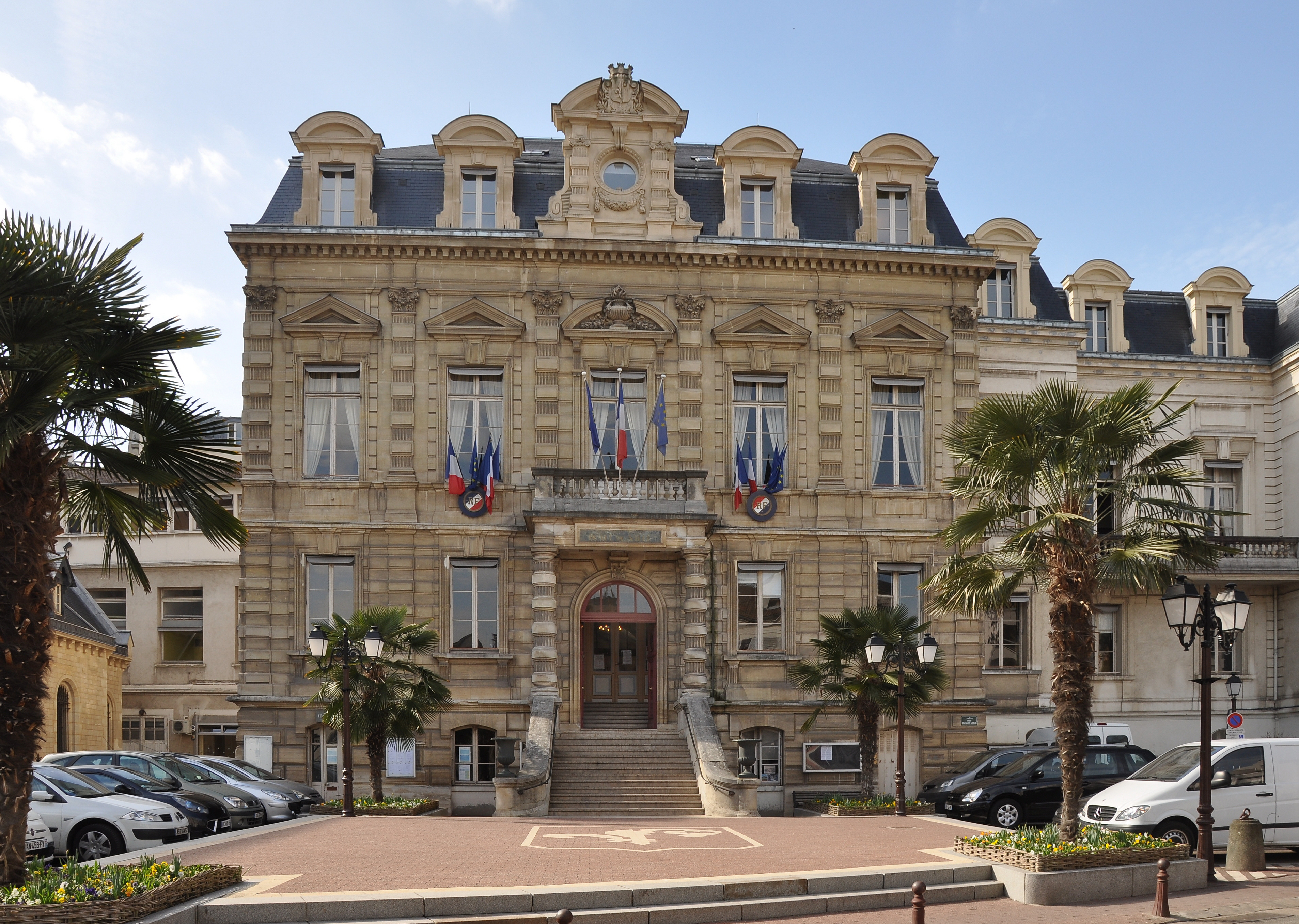
La mairie de Saint-Cloud.

La construction de la mairie, commencée en février 1870 sur les plans de l'architecte voyer communal J. Berault, fut suspendue par décision du conseil municipal du 20 août 1870. Les travaux ayant repris en avril 1873, la mairie entre en fonction au début de 1874. Agrandi en 1924 par l'architecte communal Henri Renard, le bâtiment est surélevé et augmenté en 1966 selon les plans de l'architecte Maurice Benezech.

#### Hippodrome de Saint-Cloud
L'hippodrome de Saint-Cloud se situe au nord-ouest de Saint-Cloud. Il fut inauguré le 15 mars 1901. C'est aujourd'hui un hippodrome de galop, avec une piste de 2 300 mètres en herbe avec corde à gauche, qui s'étend sur 75 hectares.

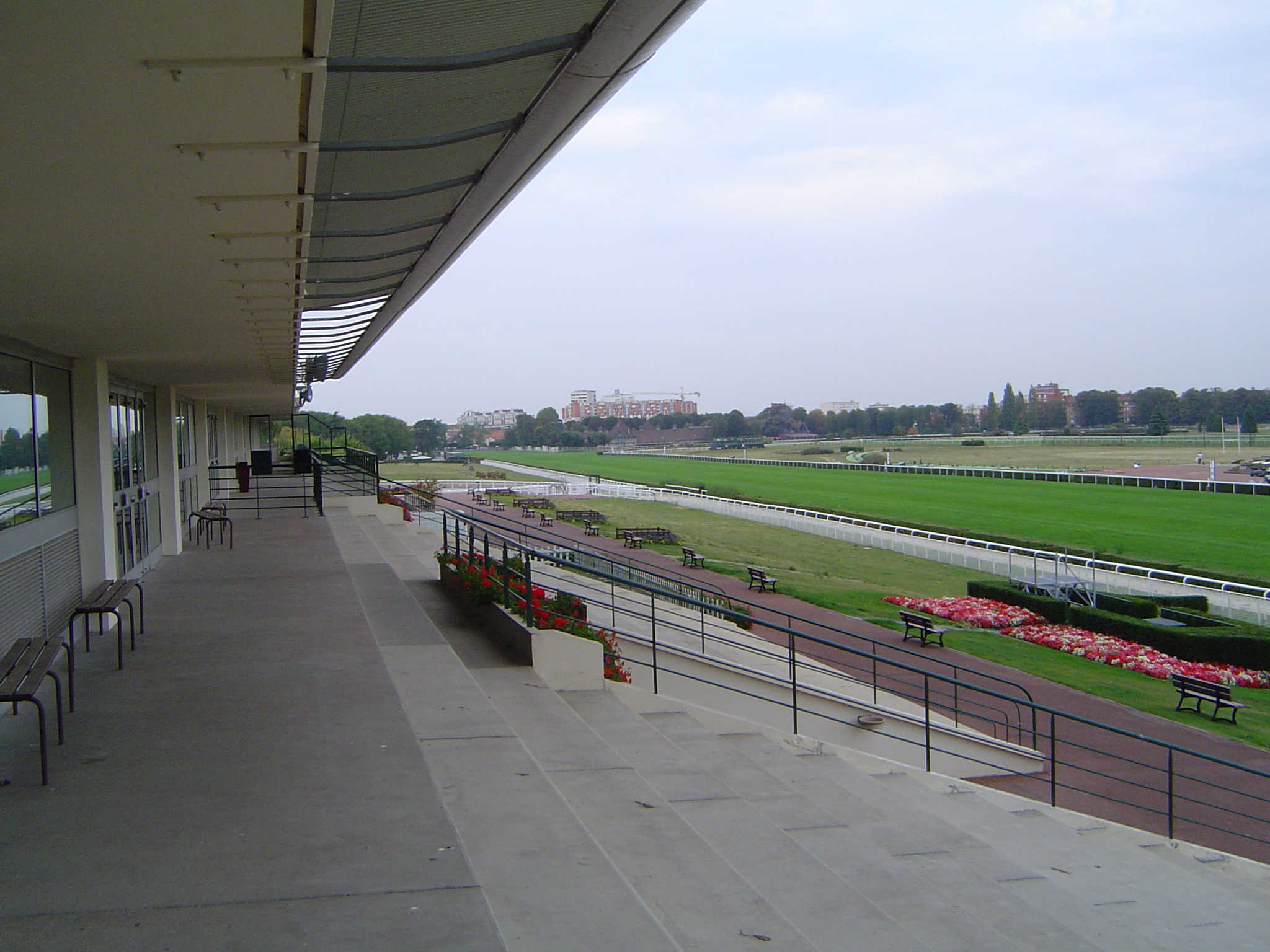
Vue prise des tribunes.
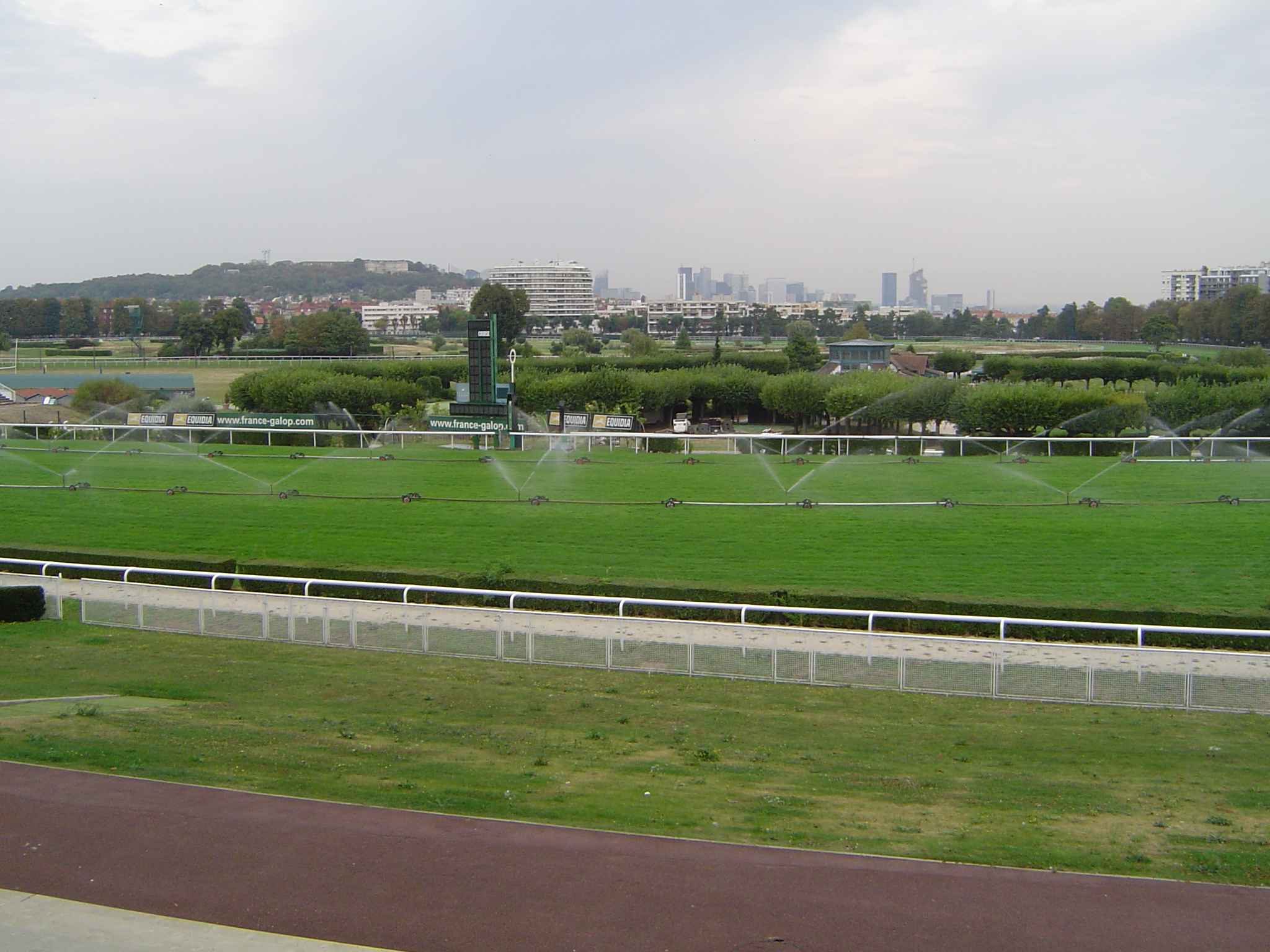
L'hippodrome.

#### Pont de Saint-Cloud

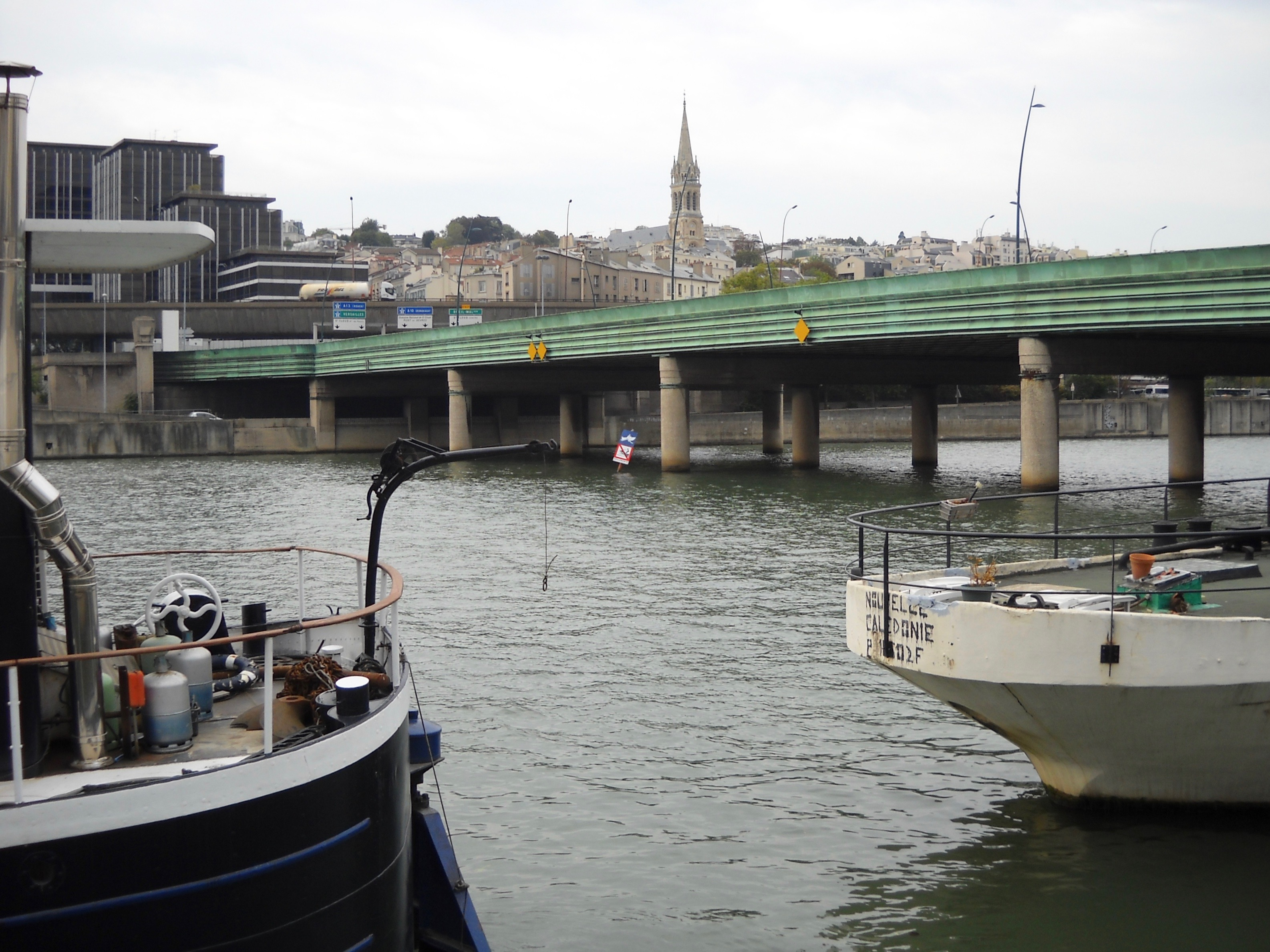
Le pont reliant Saint-Cloud et Boulogne-Billancourt.

Le premier pont de Saint-Cloud apparaît dans l'histoire en 841 lors d'un conflit entre Charles le Chauve et Lothaire Ier. La Seine peut donc être franchie à cet endroit depuis douze siècles et la tradition voulait qu'aucun roi de France ne le traversât, sous peine de mort subite : les souverains passaient donc la Seine en barque. François Ier étant mort à Rambouillet, on fit défiler son convoi sur le pont et la gênante tradition se trouva rompue sans risque, le roi étant déjà mort. Le pont de bois fut alors démoli et en 1556, son fils Henri II fit construire un magnifique pont constitué de onze arches de pierre de taille. Ce pont a lui-même été démoli durant la seconde Fronde et remplacé par un pont aux arches de bois. Napoléon ordonna sa réfection en 1808, il avait alors une largeur de 12,8 m. Il fut ensuite reconstruit en 1940 et élargi à 30 mètres, pour une longueur de 186 mètres. Le tablier métallique à parements de cuivre de Sube passe la Seine d'un seul jet, simplement posé sur six rangées de colonnes de béton armé. De façon à permettre la circulation le long des quais, des passages souterrains ont été aménagés sur les deux rives.

#### Les réservoirs de l'Avre
Ces quatre réservoirs construits entre 1891 et 1938, permettent le stockage de l'eau avant son acheminement vers Paris. Cette eau est acheminée depuis le département d'Eure-et-Loir grâce à un aqueduc de 102 kilomètres de long, passant par la passerelle de l'Avre.

#### Monument à Santos-Dumont

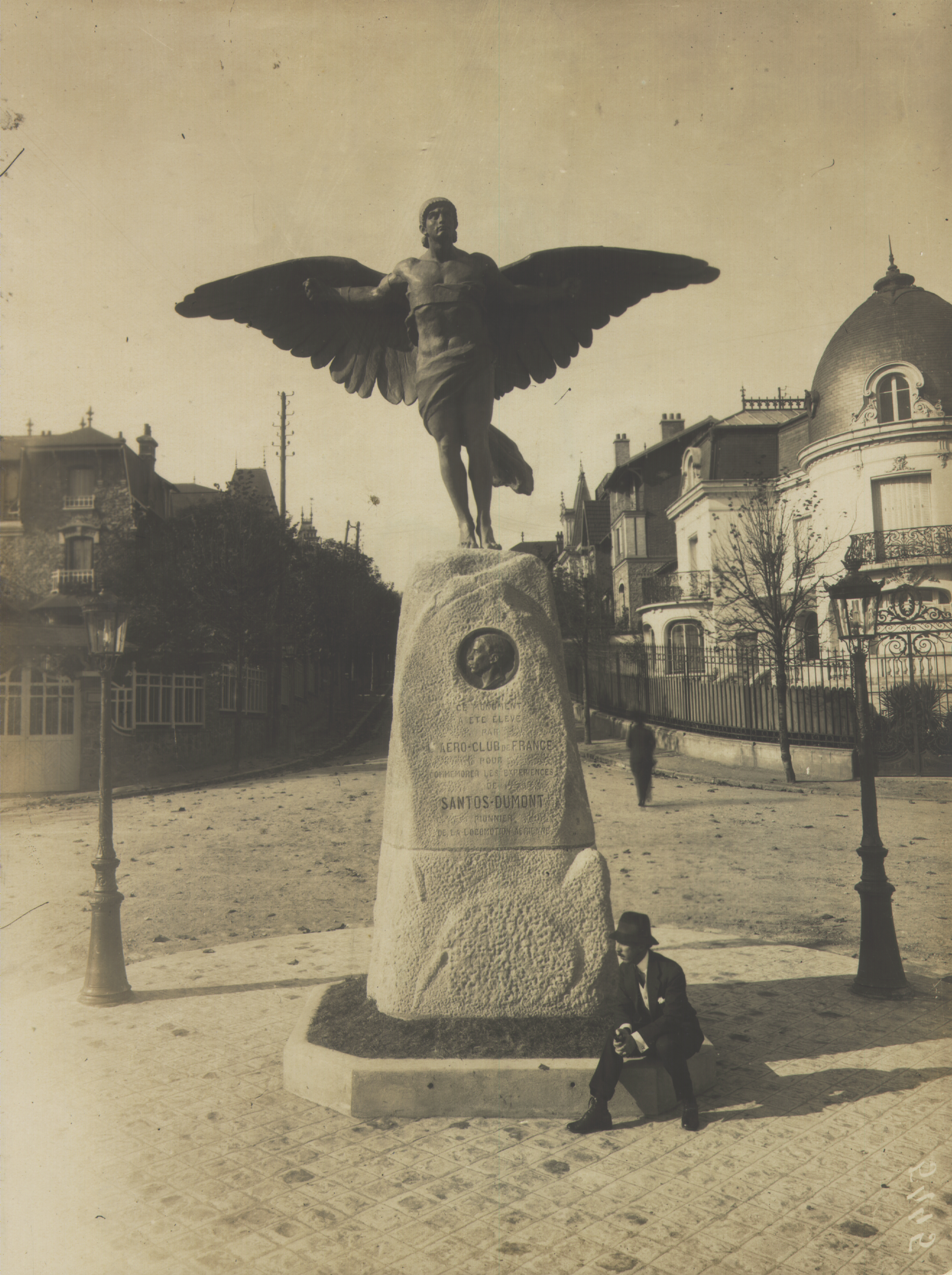
Santos Dumont posant sur la statue en son honneur en 1913.

Avenue de Longchamp, à Saint-Cloud, une statue de bronze commandée par l'Airclub de France représente le personnage de la mythologie grecque Icare, en l'honneur de Santos Dumont. Le monument est situé place Santos-Dumont, près du parc d'aérostation des Coteaux de Saint-Cloud (parc d'aérostation de l'aéro-club de France), où Santos-Dumont a effectué ses expériences avec le « plus lourd que l'air », et a été inauguré le 19 octobre 1913.

### Patrimoine culturel

#### Musée des Avelines

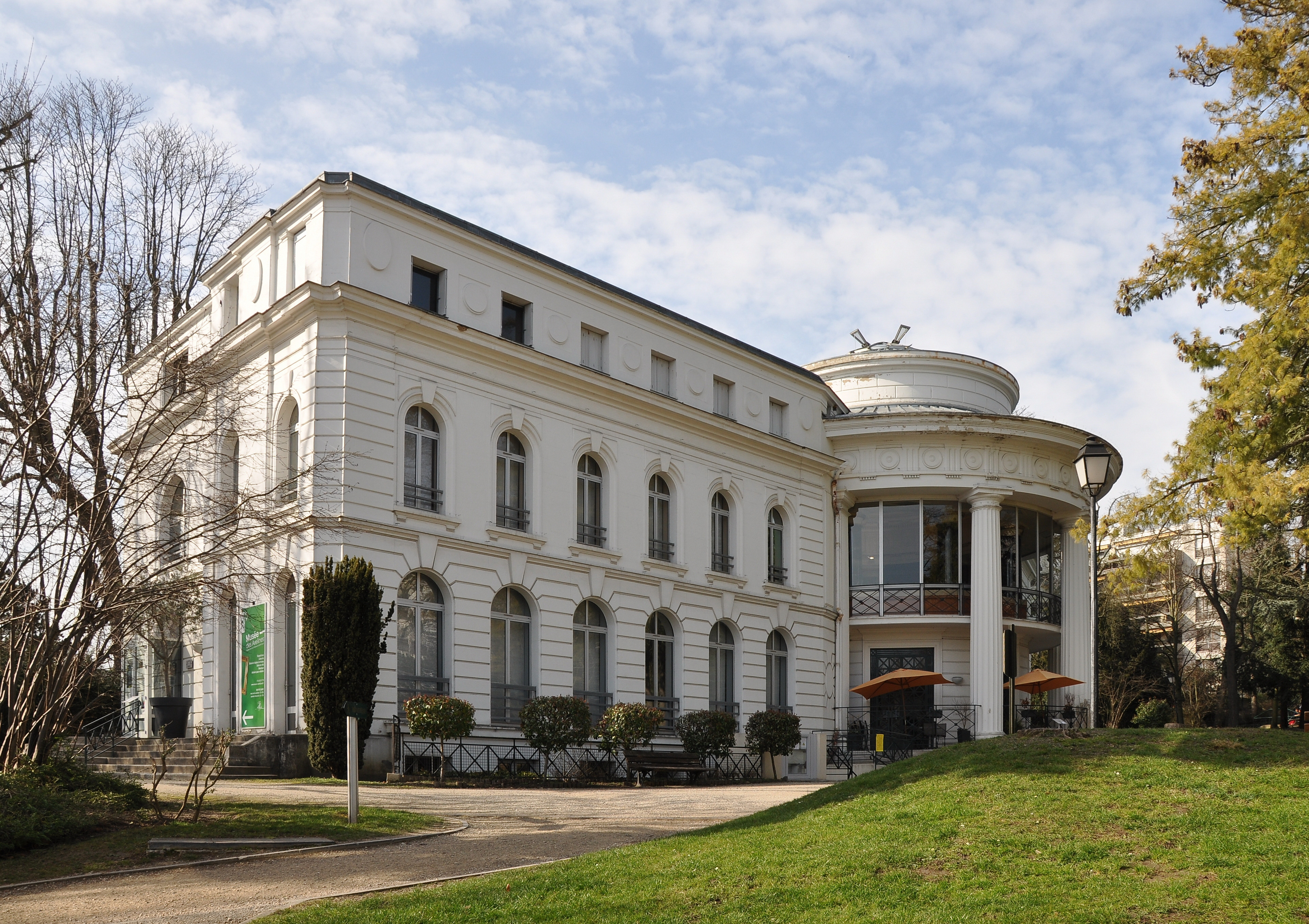
Le musée des Avelines.

Le musée des Avelines est installé dans l'ancienne propriété construite en 1936 par un riche industriel pharmaceutique, Daniel Brunet, amateur d'architecture antique. En 1979, le conseil municipal achète le domaine pour en faire un pôle culturel. Le musée des Avelines ouvre ses portes au public en 1988.

#### Saint-Cloud et la littérature
En 1748, Louis-Balthazar Néel publie Voyage de Paris à St-Cloud par mer et retour par terre, une micro-aventure d'un voyageur qui va de Paris à Saint-Cloud.
Dans sa nouvelle Au Printemps (1881), Guy de Maupassant mentionne les navettes fluviales de la région parisienne : « Je filai, je gagnai la Seine. Il faisait un temps comme aujourd'hui ; et je pris la Mouche pour faire un tour à Saint-Cloud ».
En 1929, Jean Cocteau entre pour la seconde fois à la clinique de Saint-Cloud pour tenter de se désintoxiquer de l'opium. Il en profite pour écrire Les Enfants terribles en 17 jours !

#### Saint-Cloud et le cinéma
Plusieurs films et téléfilms ont été tournés à Saint-Cloud, notamment :
- en 1932 Zéro de conduite de Jean Vigo, film tourné dans le collège où Jean Vigo passa une partie de sa scolarité ;
- en 1955 Les Diaboliques d'Henri-Georges Clouzot ;
- en 1955-1956 Elena et les Hommes de Jean Renoir, au bois de Saint-Cloud ;
- en 1955-1956 L'Inspecteur aime la bagarre / Pile ou Face de Jean Devaivre, à la fois dans le tunnel de Saint Cloud, sur la Seine pour les scènes en hélicoptère, et avenue Romand, dans Saint-Cloud même ;
- en 1966 Le Grand Restaurant de Jacques Besnard avec Louis de Funès, avec une scène dans le parc de Saint-Cloud ;
- en 1977 Tendre Poulet de Philippe de Broca avec Philippe Noiret et Annie Girardot avec une scène à l'endroit où se trouve actuellement le centre culturel Les Trois Pierrots ;
- en 1984 L'Amour par terre de Jacques Rivette ;
- en 1997 Heurs et malheurs de « La règle du jeu » de Christophe Champclaux ;
- en 2001 Oui, mais… d'Yves Lavandier.

#### Saint-Cloud et la philatélie
En 1970 l'émirat de Ras el Khaïmah a émis un timbre représentant le tableau de Georges Rouget Napoléon reçoit le sénatus-consulte qui le proclame empereur des Français, à Saint-Cloud, 18 mai 1804.
En 1982 un timbre français sur les écoles normales supérieures a été émis (vente premier jour le 16 octobre 1982), et mentionne l'ENS de Saint-Cloud.
Le 26 septembre 1994 un timbre postal d'une valeur de 3,70 Francs représentant la grande cascade du parc de Saint-Cloud, dessiné et gravé par Pierre Béquet a été émis.
Le 9 juin 2012 un feuillet de deux timbres, ainsi qu'un entier postal, ont été émis avec pour sujet le domaine national de Saint-Cloud

### Personnalités liées à la commune
- Henri III (1551-1589), roi de France assassiné à Saint-Cloud.
- Philippe d'Orléans (1640-1701) (Monsieur), frère de Louis XIV, mort en 1701 dans son château de Saint-Cloud où il vivait depuis 1658.
- Henriette d'Angleterre (1644-1670), fille du roi Charles Ier d'Angleterre et d'Écosse et de la reine Henriette de France, épouse de Philippe d'Orléans ; morte dans le château de Saint-Cloud.
- Napoléon Bonaparte (1769-1821), fit du château de Saint-Cloud sa résidence favorite et y réalisa le coup d’État du 18 brumaire an VIII (9 novembre 1799).
- Jules Sénard (1800-1885), avocat, homme politique français, député, maire de Saint-Cloud de 1871 à 1874.
- Charles Zidler (né le 29 décembre 1831 à Saint-Cloud mort le 10 novembre 1897 à Saint-Cloud), impresario et homme de spectacle français, cofondateur du Moulin Rouge à Paris créateur de l'Hippodrome au pont de l'Alma, maître d’œuvre de deux cavalcades du Carnaval de Paris
- Émile Verhaeren (1855-1916), poète belge flamand d'expression française, habitait Saint-Cloud. Un des deux collèges de la ville porte son nom.
- Florent Schmitt (1870-1958), compositeur, habitait Saint-Cloud. Le lycée général et technologique de la ville a porté son nom, avant de prendre celui d'Alexandre Dumas à cause de ses prises de position anti-juives durant les années 1930.
- Helena Rubinstein (1870-1965), industrielle et fondatrice de la société du même nom, fait construire à Saint-Cloud un laboratoire pour la fabrication industrielle de ses crèmes, jusqu'à sa transformation en usine au début des années 1930[128].
- Alberto Santos-Dumont (1873-1932), pionnier brésilien de l'aviation, en 1901, en s'élançant depuis les coteaux de Saint-Cloud, il remporta la compétition réservée aux dirigeables et consistant à couvrir en moins de 30 minutes la distance entre Saint-Cloud et la tour Eiffel. Un des deux lycées de la ville porte son nom.
- Marcel Dassault (1892-1986), ingénieur, entrepreneur et homme politique français, installa ses usines à Saint-Cloud.
- Jean Andrivet (1899-1976), judoka français, l’un des pionniers de cette discipline en France et 1er Président du Collège des Ceintures Noires, a vécu à Saint-Cloud.
- Maurice Allais (1911- 2010), prix Nobel d'économie, mort à Saint-Cloud.
- Jean Devaivre (1912-2004), résistant, cinéaste français (Grand Prix de Locarno, Voile d'Or en 1949 pour la Ferme des 7 péchés) habitait Saint-Cloud entre 1949 et sa mort en 2004.
- Lino Ventura (1919-1987), acteur italien du cinéma français, habitait Saint-Cloud (domaine de Montretout) où il est mort.
- Jocelyn Beaufils, dit Jocelyn Quivrin, né le 14 février 1979 à Dijon, mort le 15 novembre 2009 à Saint-Cloud, acteur français.
- Philippe Dumat, acteur, y est décédé le 10 janvier 2006.
- Jean-Marie Le Pen (1928-2025), homme politique, habitait à Saint-Cloud, dans le domaine de Montretout.
- Jean-Pierre Fourcade (1929), homme politique, ancien maire de Saint-Cloud de 1971 à 1992.
- Anicet Le Pors (1931), homme politique, ancien sénateur des Hauts-de-Seine.
- Lucien Olivier (1919-1994), médecin et archéologue, mort à Saint-Cloud où il habitait.
- Daniel Rodighiero (1940), footballeur international français.
- Jean-Claude Killy (1943), skieur alpin et coureur automobile, triple médaillé d'or aux Jeux Olympiques de Grenoble en 1968.
- Mireille Audibert (1944-1993), comédienne, morte à Saint-Cloud.
- Geneviève de Fontenay (1932-2023), ancienne présidente du Comité Miss France, morte à Saint-Cloud où elle habitait.
- Jean-Pierre Perrinelle (1949-2014), athlète international et multiple champion de France, a longtemps couru sous les couleurs du club UAS Saint-Cloud tout en étant salarié chez Dassault.
- Jean-Pierre Mignard (1951), avocat, né à Saint-Cloud.
- Hervé Guibert (1955-1991), écrivain, né à Saint-Cloud.
- Fanny Reyre-Ménard (1964), luthière, née à Saint-Cloud
- Marine Le Pen (1968), femme politique, habite à Saint-Cloud dans le domaine de Montretout.
- Jean Dujardin (1972), acteur, scénariste, réalisateur et producteur français, habite à Saint-Cloud dans le domaine de Montretout[129].
- Paul Lasne (1989), footballeur.
- Marion Maréchal (1989), femme politique, a longtemps vécu à Saint-Cloud.
- Fernand Gravey (1905-1970), acteur, repose au cimetière (carré B).
- Mylène Farmer (1961), auteure, compositrice, productrice, interprète, y vit[130].

### Héraldique, logotype et devise
| Armes de Saint-Cloud | Elles peuvent se blasonner ainsi aujourd’hui : D'azur à une fleur de lis d'or défaillante à senestre, accostée d'une crosse contournée du même. |

## Pour approfondir